# Echte Feige
Die Echte Feige (Ficus carica), auch Feigenbaum und kurz auch Feige (von gleichbedeutend mittelhochdeutsch vīge) genannt, ist eine Pflanzenart aus der Gattung der Feigen (Ficus). Sie zählt zu den ältesten domestizierten Nutzpflanzen und wird vor allem im Mittelmeerraum angebaut. Sie hat wie alle Feigen eine komplexe Bestäubungsökologie.

## Beschreibung

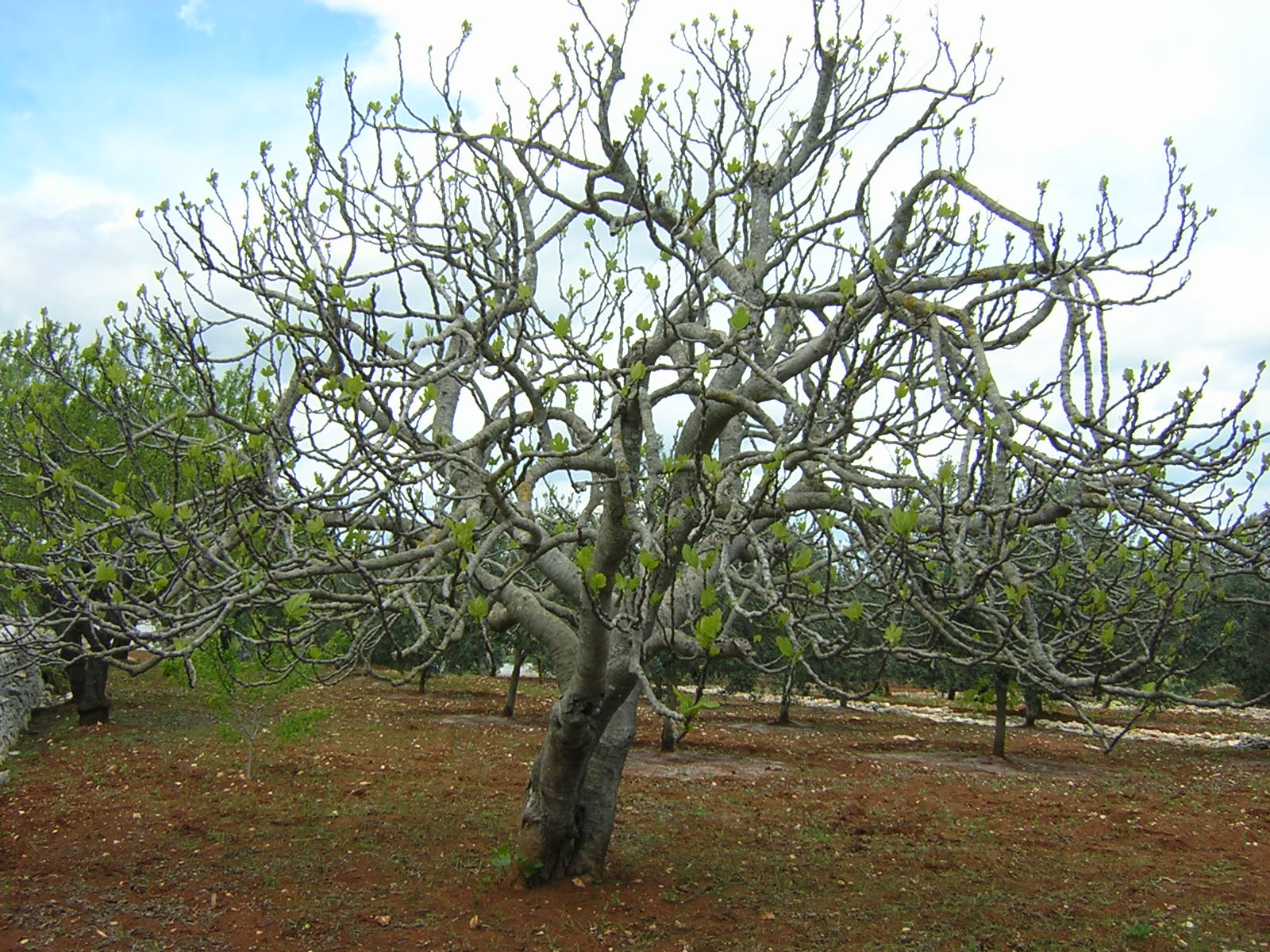
Feigenbaum im Frühjahr
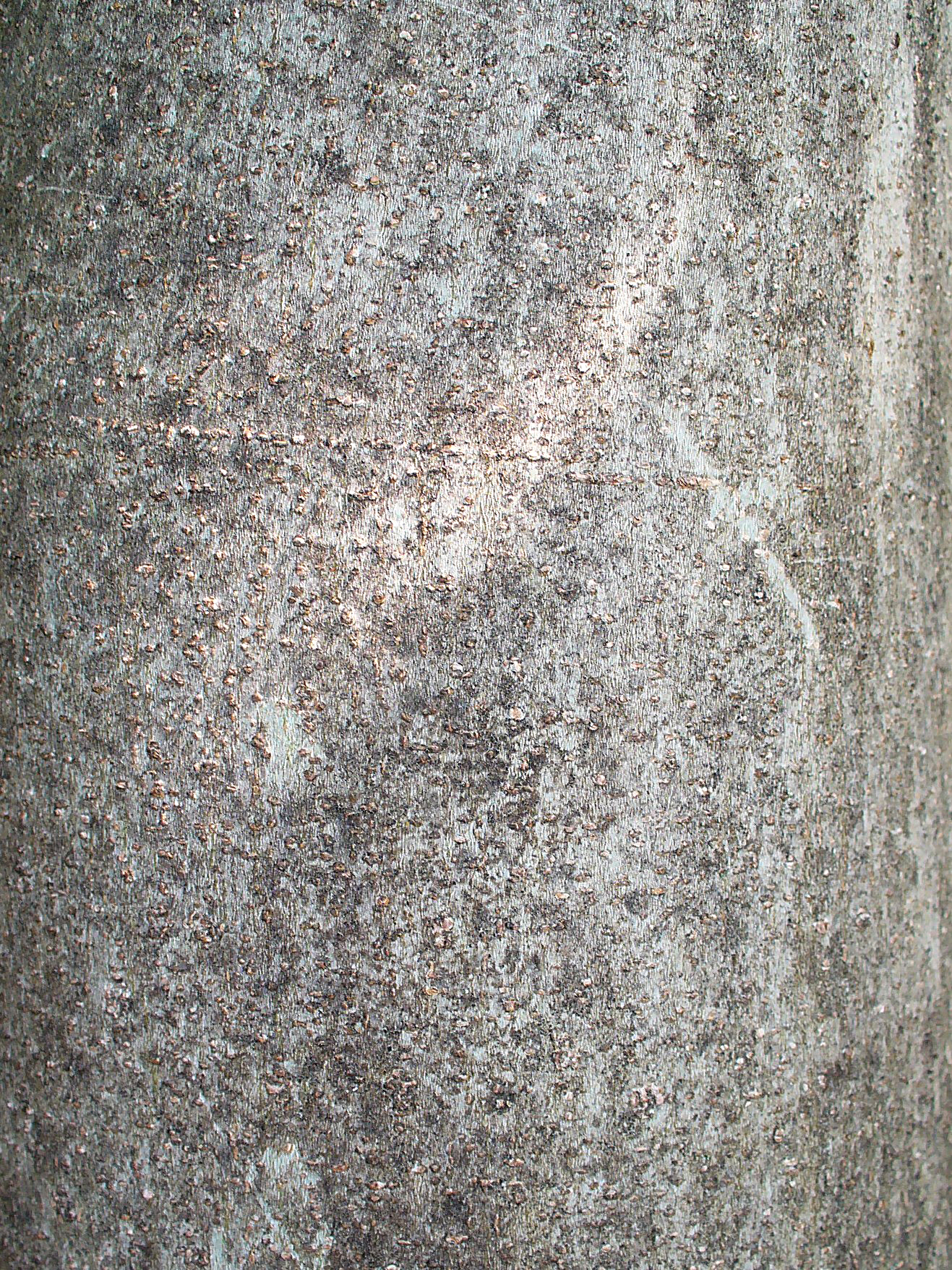
Borke
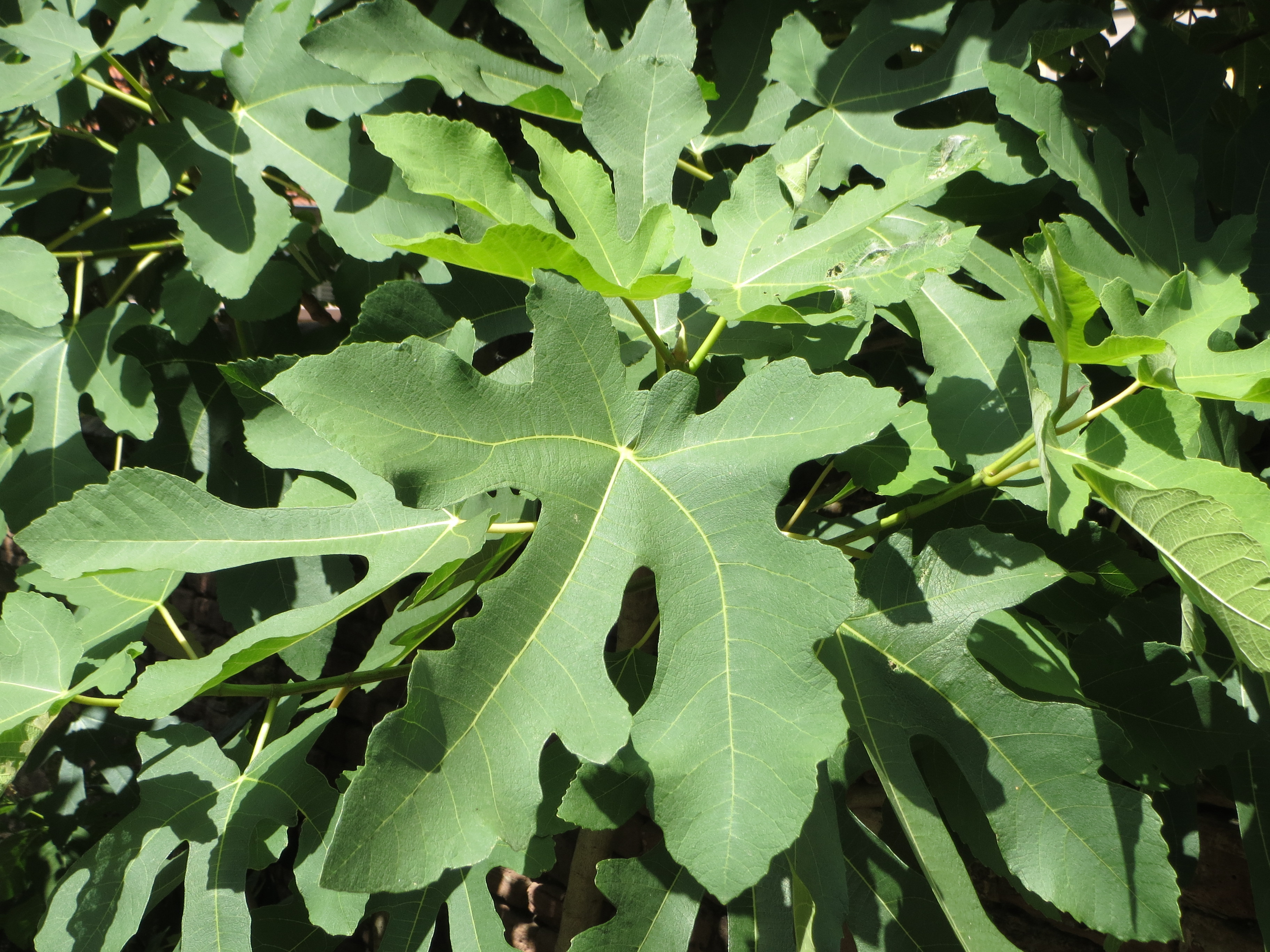
Laubblätter
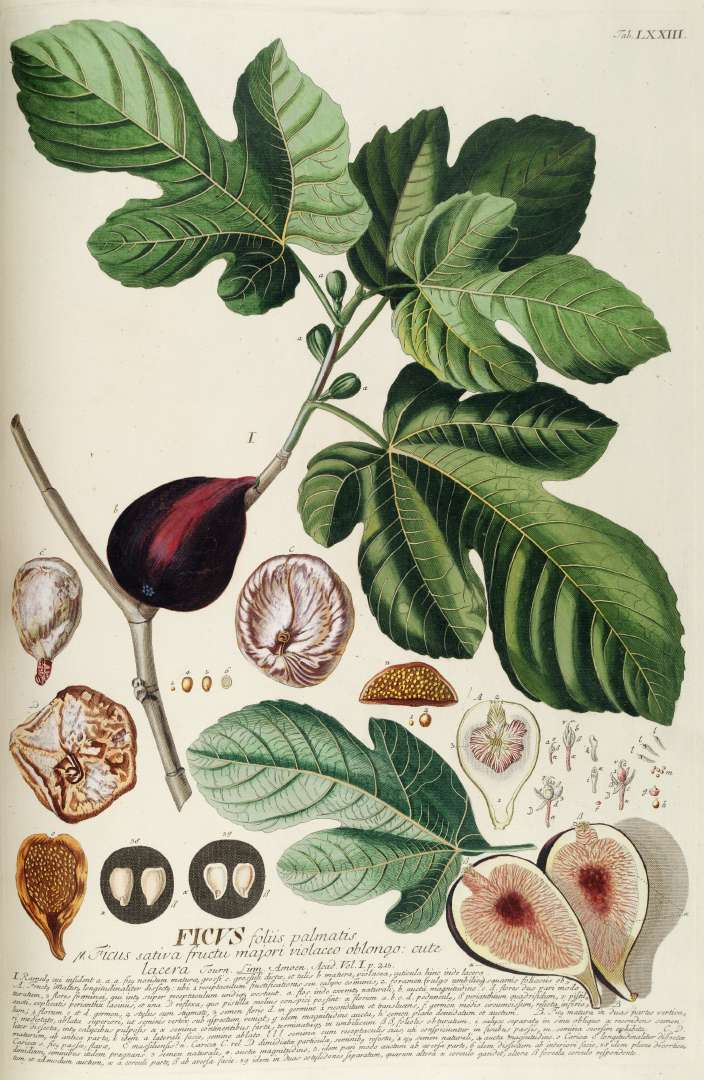
Illustration

### Vegetative Merkmale

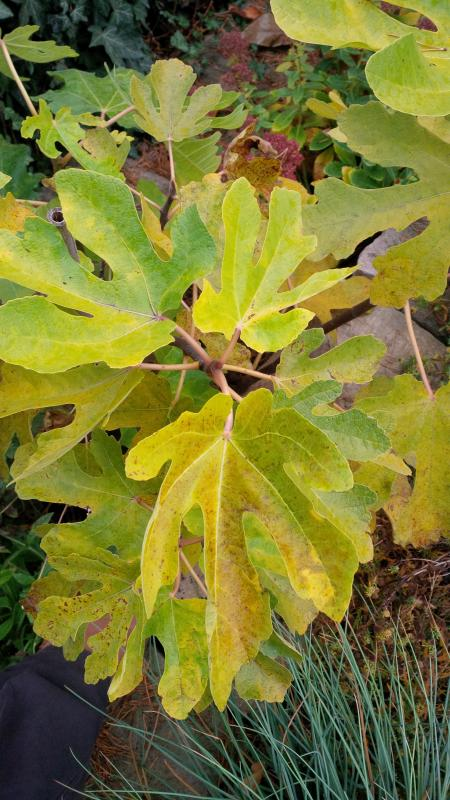
Herbstblätter der Sorte Sultane.

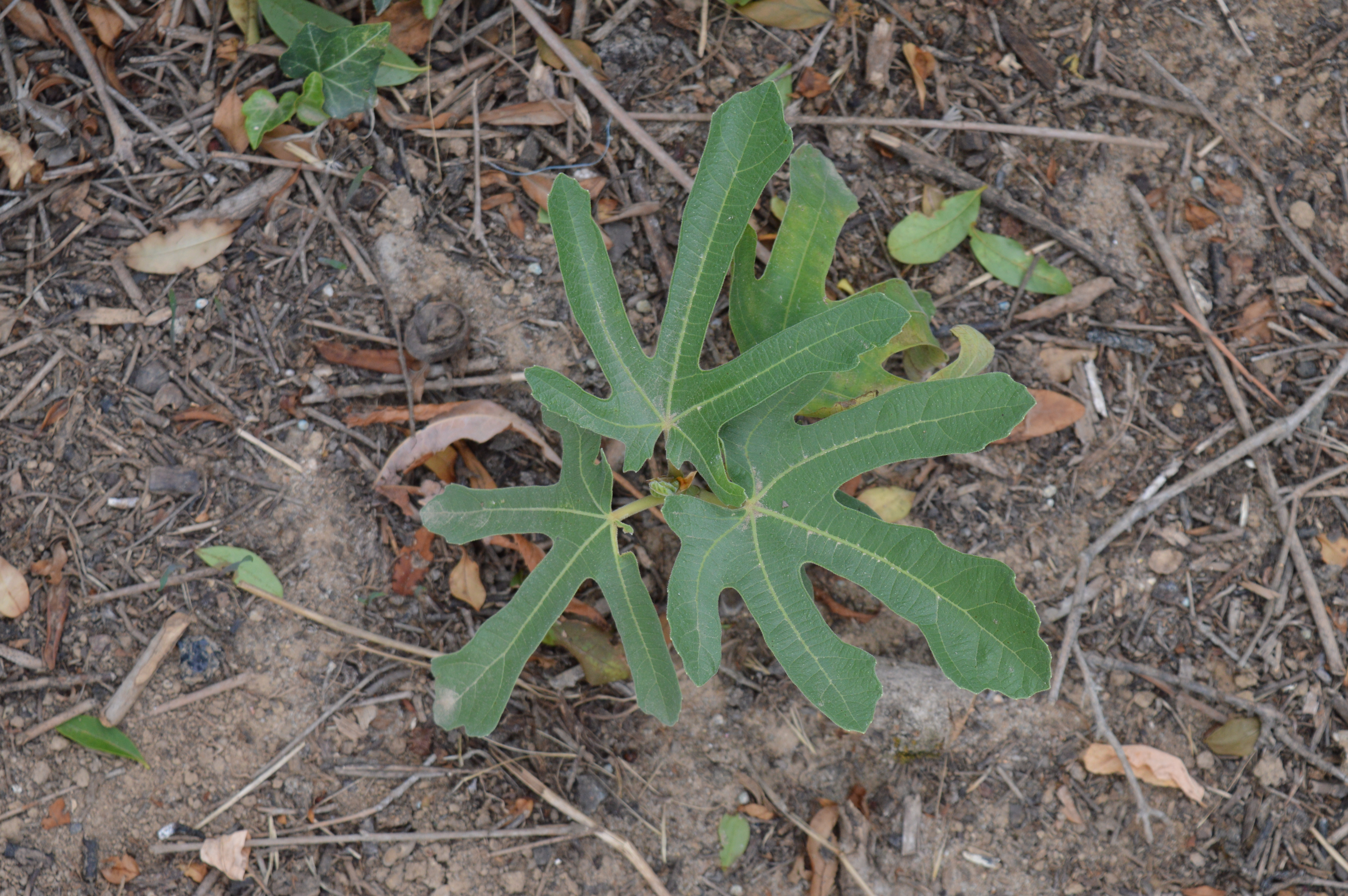
Steckling der Sorte Ronde de Bordeaux mit dem für die Sorte typischen Laub mit sehr schmalen, glattrandigen „Fingern“.

Die Feige wächst als sommergrüner und laubwerfender Strauch oder kleiner Baum mit Wuchshöhen von drei bis zu zehn Metern. In Deutschland werden Feigenbäume kaum über 5 oder 6 Meter hoch. Größe und Wuchsform sind stark von der jeweiligen Feigensorte abhängig. Die Krone ist bei alten Individuen meist sehr breit und ausladend, jedoch unregelmäßig und niedrig. Der Stamm ist oft knorrig, gedreht oder gebogen. Die meist reiche Verzweigung beginnt schon in geringer Höhe. Die Zweige sind relativ dick und gerade. Die gräulich-braune Borke besitzt deutlich erkennbare Lentizellen. Die Rinde ist glatt und hellgrau. Die ganze Pflanze führt Milchsaft, der in Zusammenhang mit Sonnenlicht nach Berührung zu einer Photodermatitis führen kann, die sich durch Entzündung der Haut und Bläschenbildung äußert.
Die Laubblätter sind wechselständig an den Zweigen angeordnet. Der kräftige Blattstiel ist zwei bis acht Zentimeter lang. Die Blattform ist stark von der jeweiligen Feigensorte abhängig, was sie zu einem wichtigen Faktor bei der Sortenbestimmung macht. Die feste, steife und fast ledrige Blattspreite ist bei einer Länge und Breite von 10 bis 20 Zentimeter breit-eiförmig und drei- bis siebenlappig, wobei die Blattlappen ei- bis fingerförmig sind und die Spreitenbasis mehr oder weniger herzförmig ist. Der Blattrand ist meist unregelmäßig gezähnt. Die dunkelgrüne Blattoberseite ist bei manchen Sorten rauhaarig. Die hellere Blattunterseite ist mehr oder minder dicht mit kleinen Zystolithen und kurzen, flaumigen Haaren bedeckt. Es sind zwei bis vier Basalnerven und fünf bis sieben Seitennerven auf jeder Seite des Mittelnervs vorhanden. Die Nebenblätter sind manchmal rötlich und bei einer Länge von etwa 1 cm eiförmig-lanzettlich.

### Blütenstand und Blüten
Die achselständig und einzeln stehenden Blütenstände sind bei einem Durchmesser von drei bis fünf Zentimetern birnen- beziehungsweise flaschenförmig. Die Blütenstände sind grün und unauffällig und sehen aus wie kleine unreife Feigen. Sie entstehen, indem die Blütenstandsachse krugförmig nach oben wächst und mehrere hundert Einzelblüten dabei nach innen verlagert werden. An der Spitze des Blütenstandes bleibt eine enge, konkave Öffnung (Ostiolum) frei, die durch schuppenartige, eiförmige Hochblätter fast völlig geschlossen ist.
Kulturfeigen sind gynodiözisch, aber funktionell diözisch (zweihäusig getrenntgeschlechtig), d. h., es gibt männliche und weibliche Pflanzen. Es kommen bei den männlichen Pflanzen in gemischten Blütenständen sterile weibliche und männliche Blüten (zwittrig, aber funktionell männlich), bei den weiblichen Pflanzen (nur fertil weibliche) Blüten in unisexuellen Blütenständen jeweils in drei Generationen im Jahr vor. Bei den männlichen Pflanzen sind drei Formen in den verschiedenen Generationen möglich (Vorfeigen: Profichi oder Breba, Sommerfeigen: Fichi, Mammoni, Nachfeigen: Mamme).
Die männlichen Blüten besitzen vier oder fünf Kelchzähne und meist drei, selten ein, vier oder fünf Staubblätter. Bei den weiblichen Blüten gibt es wieder zwei Formen: Die sogenannte „Gallblüte“ mit kurzem Griffel, sie ist steril. Die fertile weibliche Blüte besitzt vier oder fünf Kelchzähne, einen eiförmigen, glatten Fruchtknoten sowie seitlich einen langen Griffel, der in zwei linealen Griffelästen endet. Die zwei unterschiedlichen weiblichen Blüten unterscheiden sich nur durch die Griffellänge und die Narbenform. Diese drei Blütenformen sind auf zwei Formen der Kulturfeige verteilt, die klassisch als Varietäten eingestuft werden (siehe jedoch unten):
- Die Haus- oder Ess-Feige (Ficus carica var. domestica), die essbare Früchte liefert, besitzt nur langgrifflige fertile weibliche Blüten. Da ihr die männlichen Blüten fehlen, kann sie sich also alleine nicht vermehren. Sie ist funktionell die weibliche Pflanze.

- Die Bocks-, Capri-, Holz- oder Ziegenfeige (Ficus carica var. caprificus), auch Caprifig, enthält kurzgrifflige sterile weibliche „Gallenblüten“ und männliche Blüten. Letztere stehen in der Nähe des Ostiolums (Öffnung). Die Bocks-Feige ist funktionell die männliche Pflanze.

### Früchte und Samen
Nach der Bestäubung entwickelt sich der Blütenstand in drei bis fünf Monaten zur bekannten Feige, einem Fruchtverband (Achänenfruchtverband), genauer einem Sykonium oder Hypanthodium, da die weiblichen Blüten sich zu Achänen entwickeln und in den Blütenboden integriert sind. Beim Essen bemerkt man die kleinen Kerne sehr gut. Die Form ist kugelig bis birnenförmig. Je nach Sorte ist die Farbe grün bis dunkelviolett. Das Innere der Scheinfrucht besteht aus den Achänen und dem ebenfalls fleischig gewordenen Blütenboden der Einzelblüten und ist rot gefärbt. Die Schalendicke variiert ebenfalls nach Sorte: Im Hauptanbaugebiet Türkei sind die Feigen eher dünnschalig, in Griechenland eher dickschalig.
Bis zu dreimal jährlich kann der Feigenbaum Früchte tragen: im Frühjahr diejenigen aus den Knospen des letzten Herbstes, die über den Winter gereift sind, am Ende des Sommers die aus den Knospen des Frühlings und in sehr warmen Gebieten mit langen Sommern sogar Ende Herbst nochmals Spätfeigen aus den Knospen des Sommers.
Die Früchte der Bocksfeige sind meistens holzig, hart, trocken und ungenießbar. Die Bocksfeigensorte White Marseille liefert jedoch essbare Früchte, die süß sind mit leichtem Bananen- oder Melonenaroma.
In der Wirtschaft werden Feigen als Essbare Früchte der Position 0804 20 des Harmonisierten Systems behandelt. Sie gehören typischerweise zum Trockenobst bzw. den Trockenfrüchten.
Die Samen sind linsenähnlich.

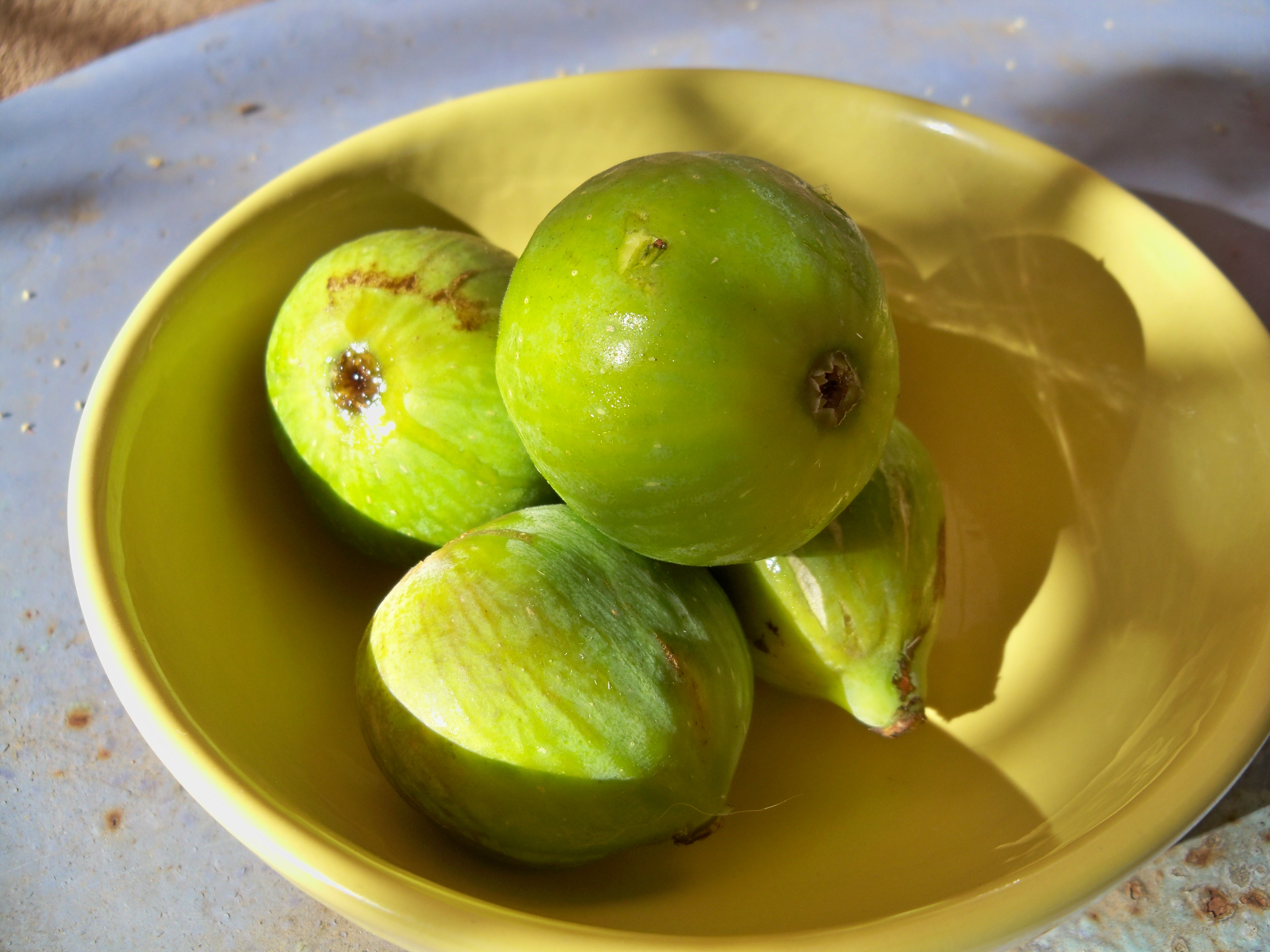
Feigen der Sorte Goldtropfen (Dorée)
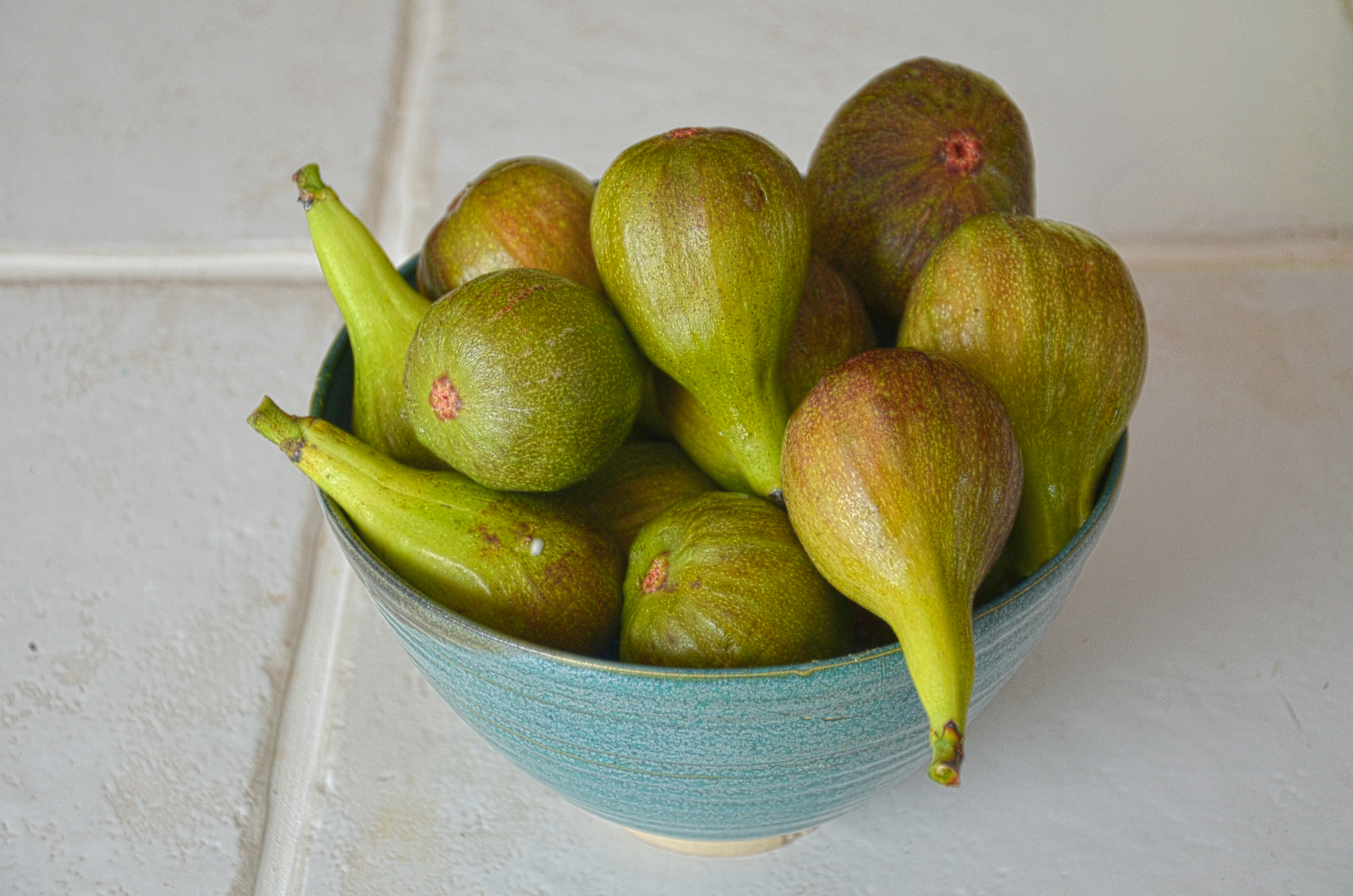
Feigen der Sorte Bananenfeige
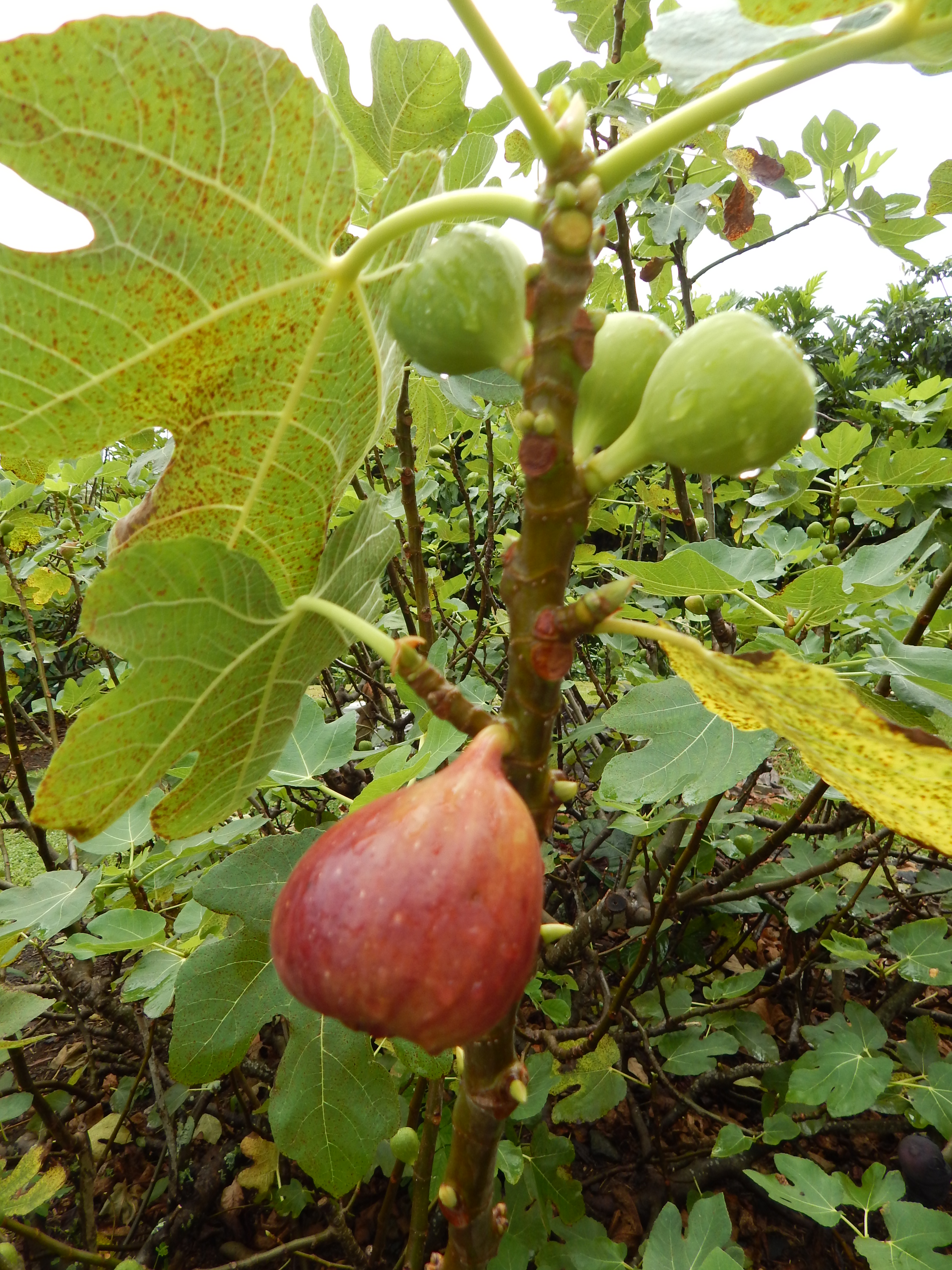
Feige von Brown Turkey am Baum
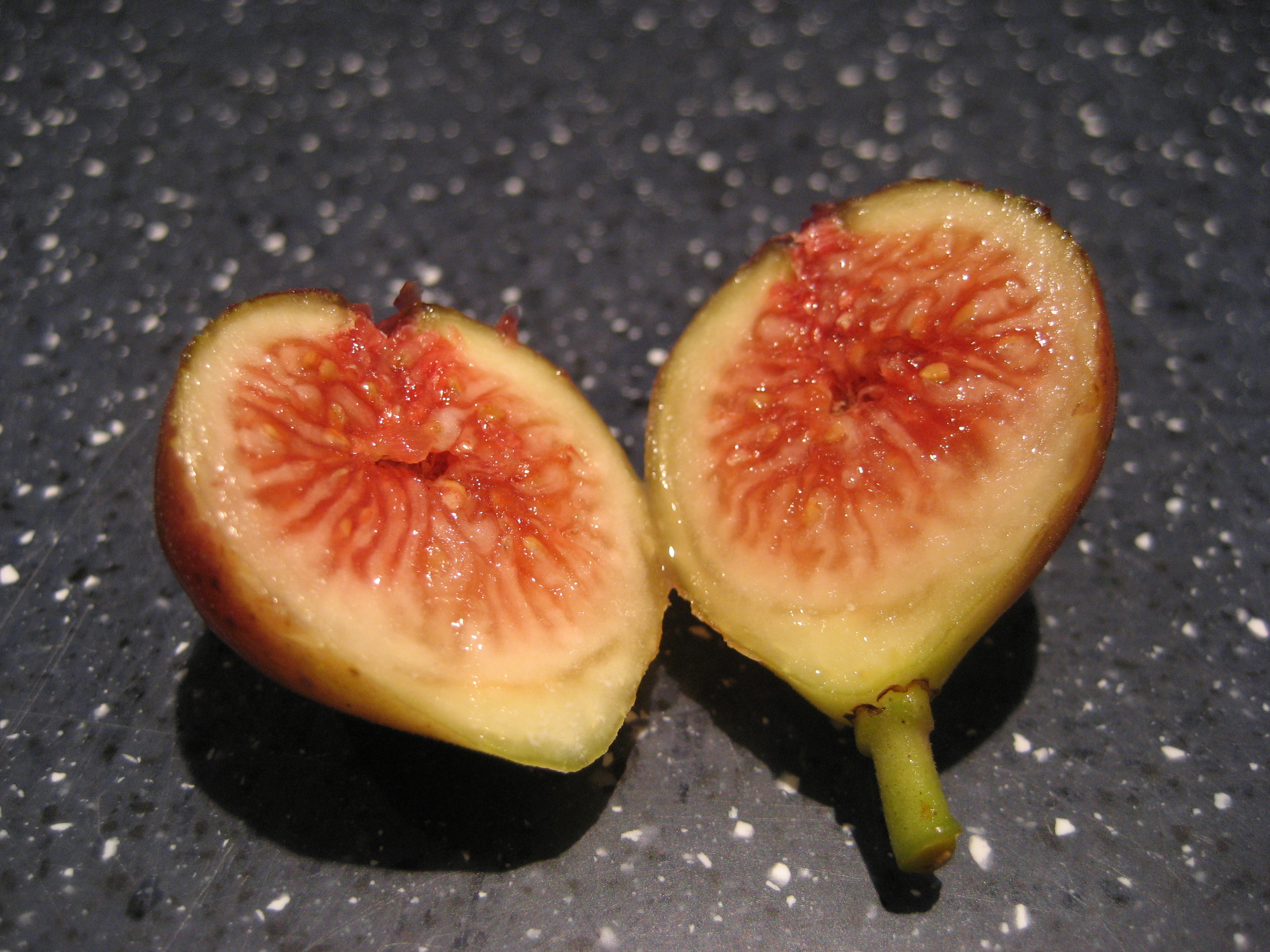
Brown Turkey aufgeschnitten.
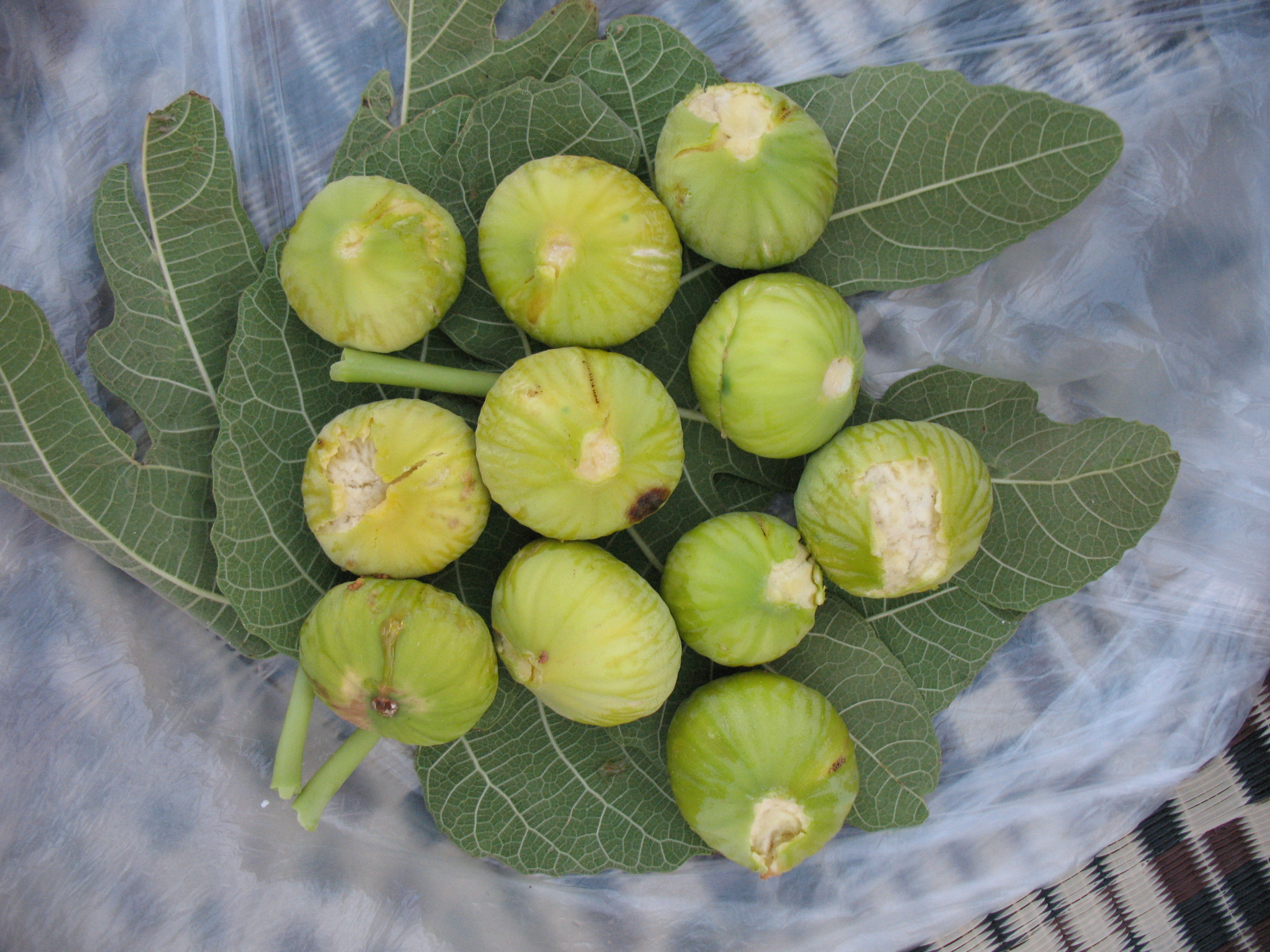
Ungeschälte Feigen kurz nach dem Pflücken
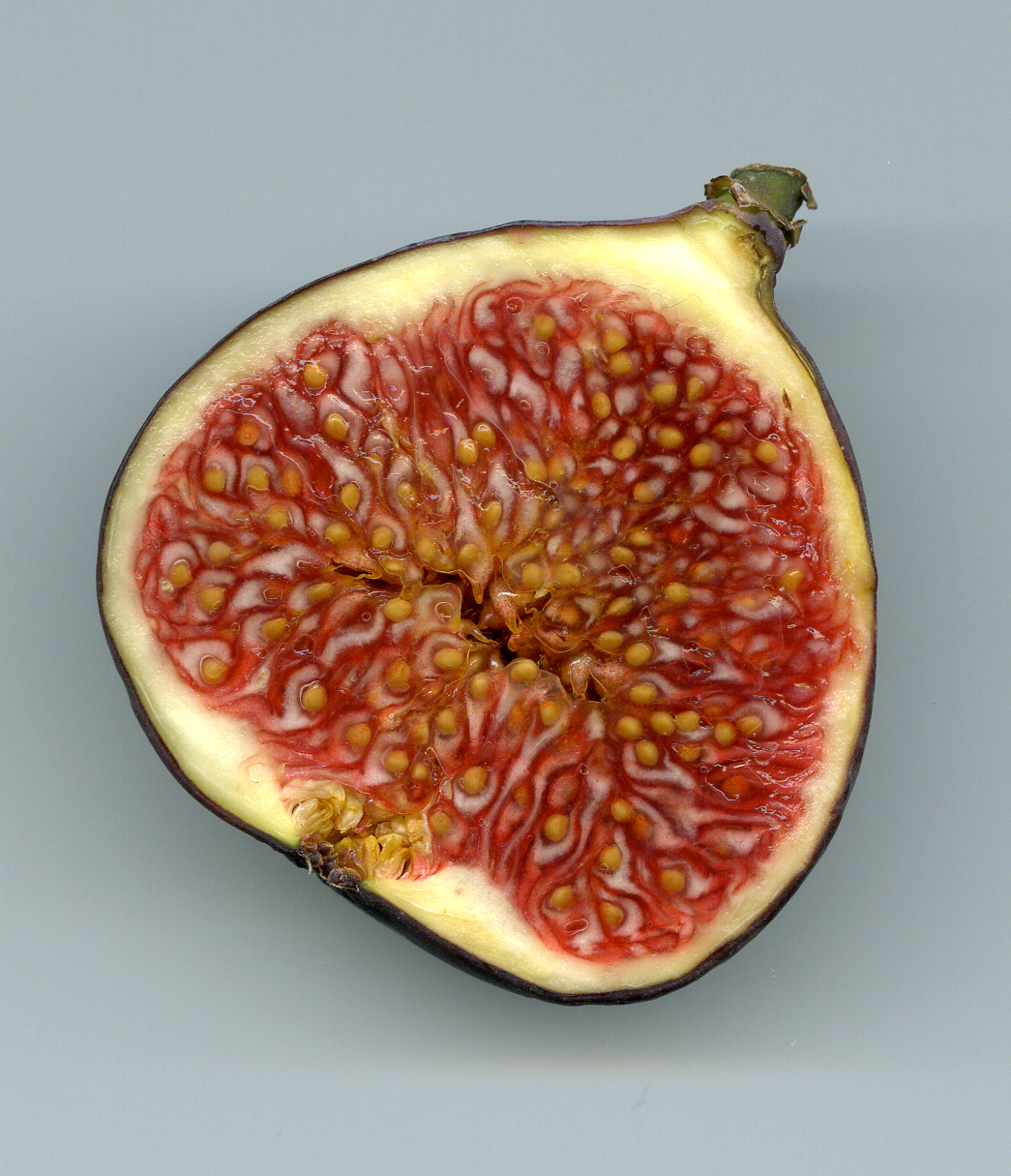
Reife Feige (Längsschnitt)
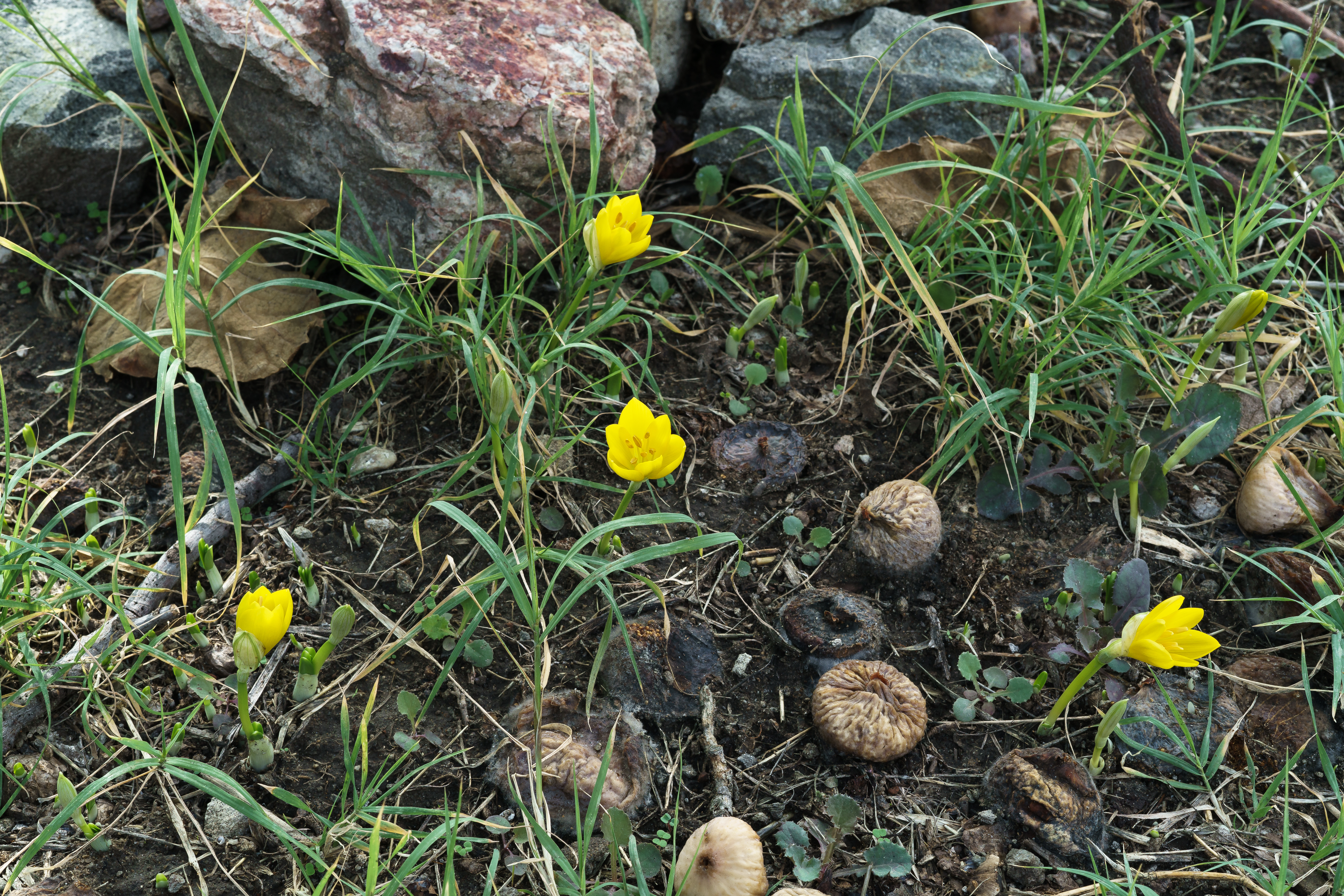
Überreife Früchte zwischen Herbst-Goldbecher

### Chromosomensatz
Die Chromosomenzahl beträgt 2n = 26.

### Inhaltsstoffe
Neben 80 % Wasser enthalten die reifen Früchte etwa 1,3 % Protein, 0,5 % Fett, 12,9 % Kohlenhydrate, etwa 4,5 % Ballaststoffe und 0,7 % Mineralstoffe, besonders Kalzium, Phosphor und Eisen. Daneben ist die Frucht auch reich an Vitamin B1.

## Ökologie

### Bestäubung
Die Blütenökologie ist bei der Echten Feige noch komplizierter als bei der Gattung Feigen generell, da hier nicht nur Feige und Feigenwespen interagieren, sondern zusätzlich zwei Feigenvarietäten zusammenspielen müssen. Wie bei allen Feigen werden die Blüten durch eine zwei bis drei Millimeter große Feigenwespenart, hier die Feigengallwespe (Blastophaga psenes), bestäubt. Allerdings ist dies bei der Bocks-Feige noch komplizierter, da diese drei Generationen von Blütenständen entwickelt (Vor-, Sommer- und Nachfeigen).
Die Feigengallwespen entwickeln sich in den kurzgriffligen sterilen weiblichen Blüten (Gallblüten) der Bocks-Feige. Die Imagines schlüpfen in den reifenden Blütenständen. Die nicht flugfähigen, fast blinden Männchen begatten die Weibchen noch innerhalb der Feige. Vor dem Verlassen der Feige durch das Ostiolum sammeln die Weibchen an den männlichen Blüten, falls vorhanden, den Pollen. Die befruchteten und teilweise pollenbeladenen Weibchen suchen dann blühende Feigen. Es gibt nun zwei Möglichkeiten:
- Das Weibchen findet eine Bocks-Feige. Nach dem Eindringen in den Blütenstand bohrt es mit seinem Legestachel Löcher in die Fruchtknoten der kurzgriffligen sterilen Gallblüten, legt die Eier ab und sorgt so für eigene Nachkommen.
- Das Weibchen findet eine Ess-Feige und bestäubt, wenn es pollenbeladen ist, die langgriffligen fertilen weiblichen Blüten. Da deren Griffel jedoch länger sind als der Legestachel, kann es hier keine Eier ablegen.[10] Ein Teil der Wespen geht hierbei zugrunde, die anderen suchen wieder Bocks-Feigen, um dort die Eier abzulegen.

In den Bocks-Feigen entwickelt sich die nächste Wespengeneration, bei den Ess-Feigen entwickeln sich, wenn sie bestäubt wurden, die essbaren Früchte mit den Samen.
Um in Feigenkulturen die Bestäubung sicherzustellen, werden blühende Bocks-Feigenzweige in die Ess-Feigenbäume gehängt („Caprifikation“).

### Drei Feigengenerationen pro Jahr
Beide Varietäten der Kultur-Feige bringen jährlich bis zu drei Generationen hervor: Februar/März, Mai/Juni, August/September. Feigen blühen nicht im herkömmlichen Sinne, sondern haben Blütenstände, die von außen nicht als solche erkennbar sind. Bei der Bocks-Feige sind die Feigengenerationen auf der gleichen Pflanze jeweils verschieden angelegt, als Vorfeigen, Sommerfeigen und Nachfeigen. Nur die Vorfeigen enthalten viel Pollen, die Sommerfeigen wenig und die Nachfeigen keinen, weil bei den Sommer- und Nachfeigen die männlichen Blüten mehr oder weniger degeneriert sind.
Die Larven der Wespen, die sich in den Nachfeigen entwickeln und überwintern, schlüpfen dort im März/April, und die Männchen begatten dann die Weibchen noch in der Feige. Die Männchen sterben danach, die Weibchen fliegen aus und dringen in die 1. Generation (Vorfeigen) der Bocks- und Ess-Feigen ein, bestäuben diese aber nicht, da die Nachfeigen, aus denen die Weibchen kommen, keine männlichen Blüten enthalten. Daher fällt die 1. Generation der Essfeigen meist vor der Reife ab. In den Bocks-Feigen der gleichen Generation stechen die Weibchen die Gallblüten an und legen ihre Eier ab.
Die 2. Generation der Wespen verlässt nach der Begattung die Vorfeigen: die Wespen sind dann mit dem Pollen der dort vorhandenen männlichen Blüten beladen, den sie nun auf den Narben der 2. Generation der Ess-Feigen abladen. Da die Griffel der ausschließlich langgriffligen fertilen weiblichen Blüten der Ess-Feigen länger sind als der Legestachel der Wespen, unterbleibt bei ihnen eine Eiablage. Diese erfolgt wiederum in den Sommerfeigen der Bocks-Feigen, wo die 3. Generation der Wespen dann heranwächst. Diese Wespen fliegen dann zu der 3. Generation der Ess-Feigen, können diese aber mangels Pollen nicht bestäuben, und zu den Bocks-Feigen (Nachfeigen), stechen die Gallblüten an und legen Eier, woraus sich wieder die Larven entwickeln. Diese überwintern, um dann wieder im Frühjahr zu schlüpfen und den Kreis schließen.
Es kann manchmal vorkommen, dass die männlichen Blüten in den Vorfeigen der Bocks-Feigen mit ihren pollenbeladenen Antheren das Ostiulum versperren, so dass die Wespen gar nicht ausfliegen können.
Es entwickeln sich also nur die Ess-Feigen der 2. Generation durch die Caprifikation zu Früchten, weil bei der 1. und 3. Generation ja kein Pollen zur Befruchtung vorhanden ist.
Jungfernfrüchtige (parthenokarpe) Feigensorten bilden ihre Früchte auch ohne Bestäubung aus und ermöglichen es, dass nur Einzelbäume angepflanzt werden müssen. Je nach den Voraussetzungen für die Fruchtbildung unterscheidet man drei Gruppen von Feigensorten:
1. „Smyrna-Typ“ (smirniaca): Nur nach Befruchtung durch die Feigengallwespe reifen die Feigen. Zu dieser Gruppe gehören die wichtigen Sorten Sari Lob (Smyrna, Calimyrna), Kassaba und Bardacik.
2. „Adriatischer Typ“ (hortensis): Die Früchte entwickeln sich parthenokarp. Von diesem Feigentyp gibt es zwei Untertypen: erstens die „Hausfeige“, auch „Bifera“ genannt, die zwei Feigengenerationen ausbildet, zuerst im Sommer Blühfeigen (Brebas), dann im Herbst jungfernfrüchtige Feigen, und zweitens die „Herbstfeige“, auch „Unifera“ genannt, die nur Jungfernfrüchte trägt. In Mitteleuropa werden fast nur Feigen von diesem Typ angebaut, da die Feigengallwespe zur Bestäubung in Mitteleuropa fehlt. Zu ersterem Typ zählen die Sorten Madeleine des deux Saisons und Brown Turkey, zu letzterem die Sorten Martinsfeige und Lussheim. Zum adriatischen Typ gehören auch Dottato und Trojano aus Italien, Fraga aus Spanien, Adriatic und Black Mission aus Kalifornien.
3. „San-Pedro-Typ“ (intermedia): Er nimmt eine Zwischenstellung ein, da die erste Fruchtgeneration, die Blühfeigen, ohne, die zweite jedoch nur mit Bestäubung Früchte bildet. Die hierzu zählenden Sorten sind kommerziell wenig bedeutend.[12] In Nordamerika gehört beispielsweise die Sorte Desert King zu diesem Typus.

### „Geschlechts“-Bestimmung bei der Feige
Ob sich ein Samen zu einer Ess- oder einer Bocks-Feige entwickelt, dürfte durch zwei dominant-rezessive Genpaare bestimmt werden, die jedoch noch nicht näher erforscht sind. Man spricht auch von Geschlechtsbestimmung, da die Bocks-Feige funktionell männlich ist, während die Ess-Feige als die weibliche Form angesehen wird. Ess-Feigen entstehen nur, wenn beide Gene homozygot in der rezessiven Form vorliegen, alle anderen Kombinationen ergeben Bocks-Feigen.

## Systematik
Der Name Ficus carica wurde von Linné vergeben. Die Erstveröffentlichung erfolgte bereits 1753 in seinen Species plantarum. 2, S. 1059.
Der lateinische Name ficus für die Feige wurde namengebend für die ganze Gattung Feigen (Ficus).
Das Artepitheton carica bedeutet aus Karien und verweist auf eine antike Landschaft in Kleinasien. Von hier kamen in der Antike getrocknete Feigen (lateinisch früher caricae oder ficus siccae genannt von ausgesuchter Qualität verpackt in den Handel.
Ficus carica gehört zur Section Ficus in der Gattung Ficus.
Es gibt mindestens zwei Unterarten von Ficus carica:
- Ficus carica L. subsp. carica (Synonym: Ficus caprificus Risso, Ficus carica var. caprificus (Risso) Tschirch & Ravasini)
- Ficus carica subsp. rupestris (Hausskn. ex Boiss.) Browicz (Syn.: Ficus carica var. rupestris Hausskn. ex Boiss.): Sie ist im südwestlichen Iran, nördlichen Irak, nördlichen Syrien und der südwestlichen Türkei beheimatet.

Eng mit Ficus carica ist die Punjab-Feige (Ficus palmata) verwandt, die zwar sehr kleine, jedoch essbare und gutschmeckende Früchte hervorbringt. Ficus carica und Ficus palmata lassen sich problemlos kreuzen und bringen fruchtbare Nachkommen hervor.

## Verbreitung und Standort
Die Heimat und die Wildform der Echten Feige sind nicht bekannt. Die Heimat wird in Südwestasien (am Kaspischen Meer, Pontisches Gebirge) vermutet, jedoch wird die Art seit der Antike im gesamten Mittelmeerraum kultiviert, wo sie auch vielfach verwildert ist. Genetische Untersuchungen mittels RFLP-Analyse der mitochondrialen DNA lassen jedoch vermuten, dass die Echte Feige im gesamten Mittelmeergebiet heimisch ist.
In wintermilden Regionen kann sie auch weitab ihrer Heimat gedeihen; so gibt es Exemplare etwa auf den dänischen Ostseeinseln und in Südengland.
Nördlich der Alpen, beispielsweise in den Schweizer Gemeinden Sisikon, Weggis oder Gersau, können Feigenbäume in Gegenden mit Weinbauklima an gut geschützten Stellen, wie etwa an Hauswänden und in hellen Innenhöfen, gedeihen und fruchten. Vielerorts sind Feigen in Mitteleuropa auch frosthart bis zu minus 15 Grad Celsius, wenn der Standort geeignet ist und die Pflanze ein gewisses Alter erreicht hat. In Deutschland gedeiht die Echte Feige im Weinanbaugebiet Pfalz an der Deutschen Weinstraße, ferner an der Bergstraße, entlang des Mains, im Breisgau (Oberrheingraben) sowie an der Mosel (Mittelmosel), am Niederrhein (Rheinaue) und im Ruhrgebiet. Auch im Dresdner Elbtal und auf Helgoland ist sie vertreten. In diesen Breiten bilden Feigen aber meist nur einmal reife Scheinfrüchte, die sogenannten „Brebas“, die meist zu Beginn des Hochsommers reifen, die Herbstfrüchte gelangen fast nie zur Reife.
Der Feigenbaum stellt geringe Ansprüche an den Boden; dieser sollte für einen ertragreichen, erwerbsmäßigen Anbau jedoch einigermaßen tiefgründig sein, allerdings gedeihen Feigen auch in Mauerresten und in felsigen Regionen. Der Baum gedeiht auch in sehr niederschlagsarmen Gebieten, gegen Staunässe und übermäßige Feuchte besonders zur Fruchtreife ist er allerdings empfindlich. Er gilt als relativ salzverträglich.
Der Feigenbaum braucht warme Sommer und milde Winter. In laublosem Zustand ist er zwar einigermaßen frostresistent, aber er ist sehr empfindlich gegen Kahlfrost und Spätfröste, sobald der Knospenaufbruch begonnen hat. Die Frosthärte ist stark von der jeweiligen Feigensorte abhängig. Beliebte, für Deutschland relativ winterharte Sorten sind beispielsweise Ronde de Bordeaux, Brown Turkey und Brunswick, die Temperaturen bis etwa −15 °C gut vertragen. Die in Deutschland angebauten Feigensorten sind in der Regel parthenocarp (jungfernfrüchtig), bilden also auch ohne Bestäubung durch die Feigenwespe essbare Früchte aus.
Die Feigenwespe (Blastophaga psenes) besitzt mindestens seit 2021 auch in Deutschland, u. a. in Baden-Württemberg, im Saarland und in Nordrhein-Westfalen, an mehreren Standorten sich reproduzierende Populationen. In diesen Regionen bilden mittlerweile auch Sorten, die auf Bestäubung angewiesen sind, Früchte aus. Ein Beispiel sind die Herbstfeigen der San-Pedro-Sorte Desert King. Bei dieser werden ohne Bestäubung nur die Brebas zu essbaren Früchten, die Herbstfeigen fallen ohne Bestäubung unreif ab.

## Anbau und Nutzung

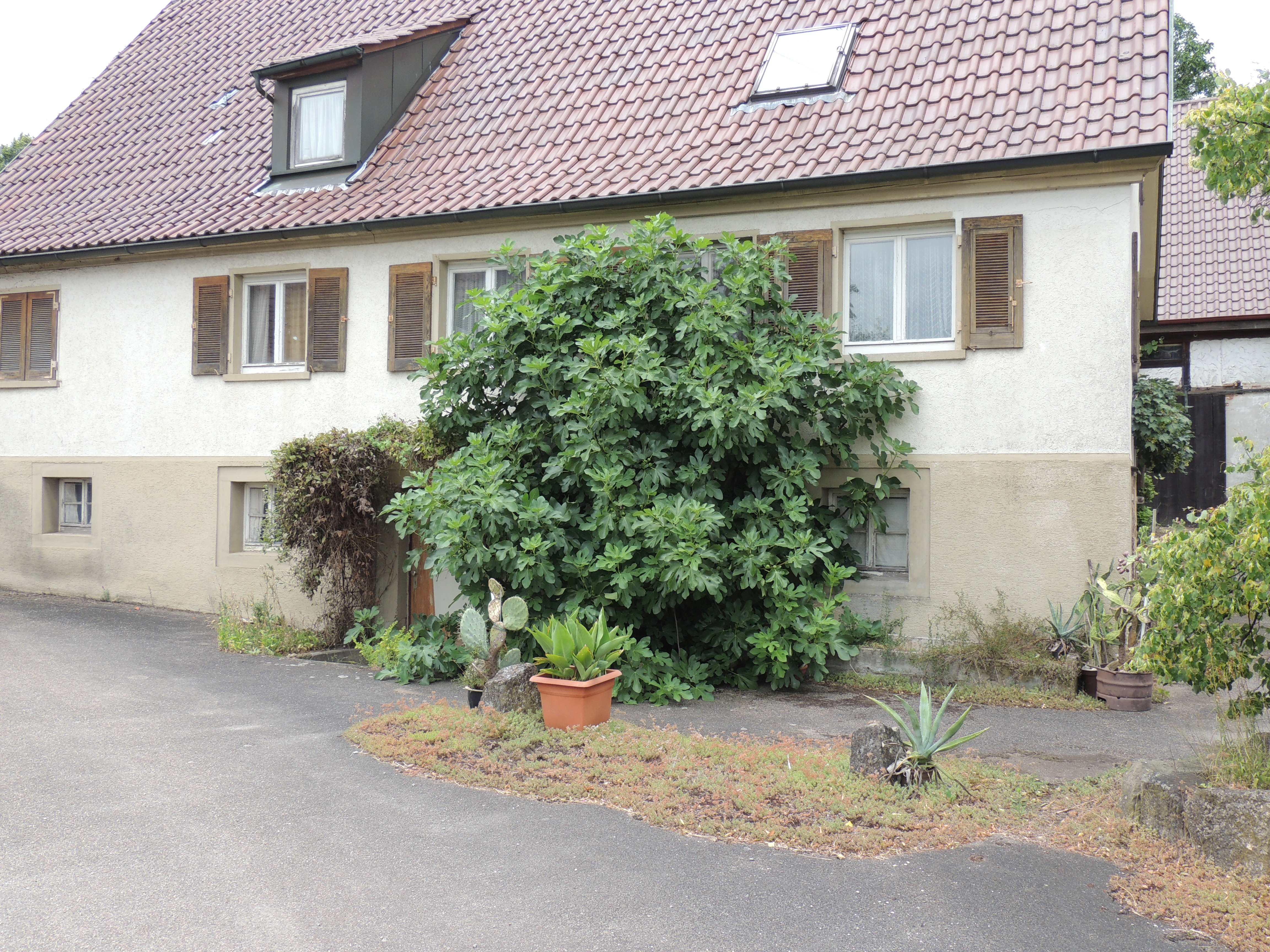
Feige in Obersöllbach (Baden-Württemberg)
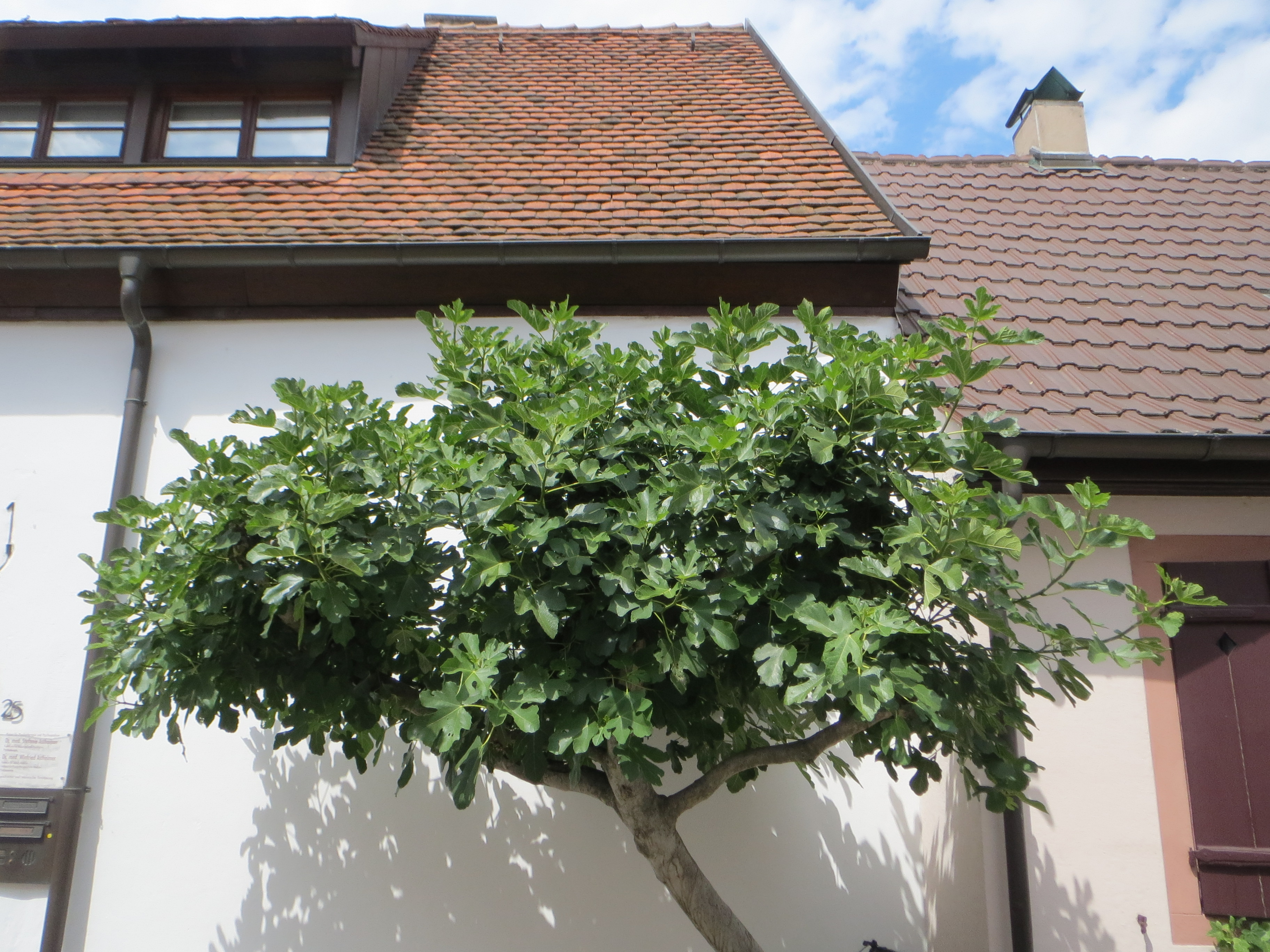
Feigenbaum in Speyer
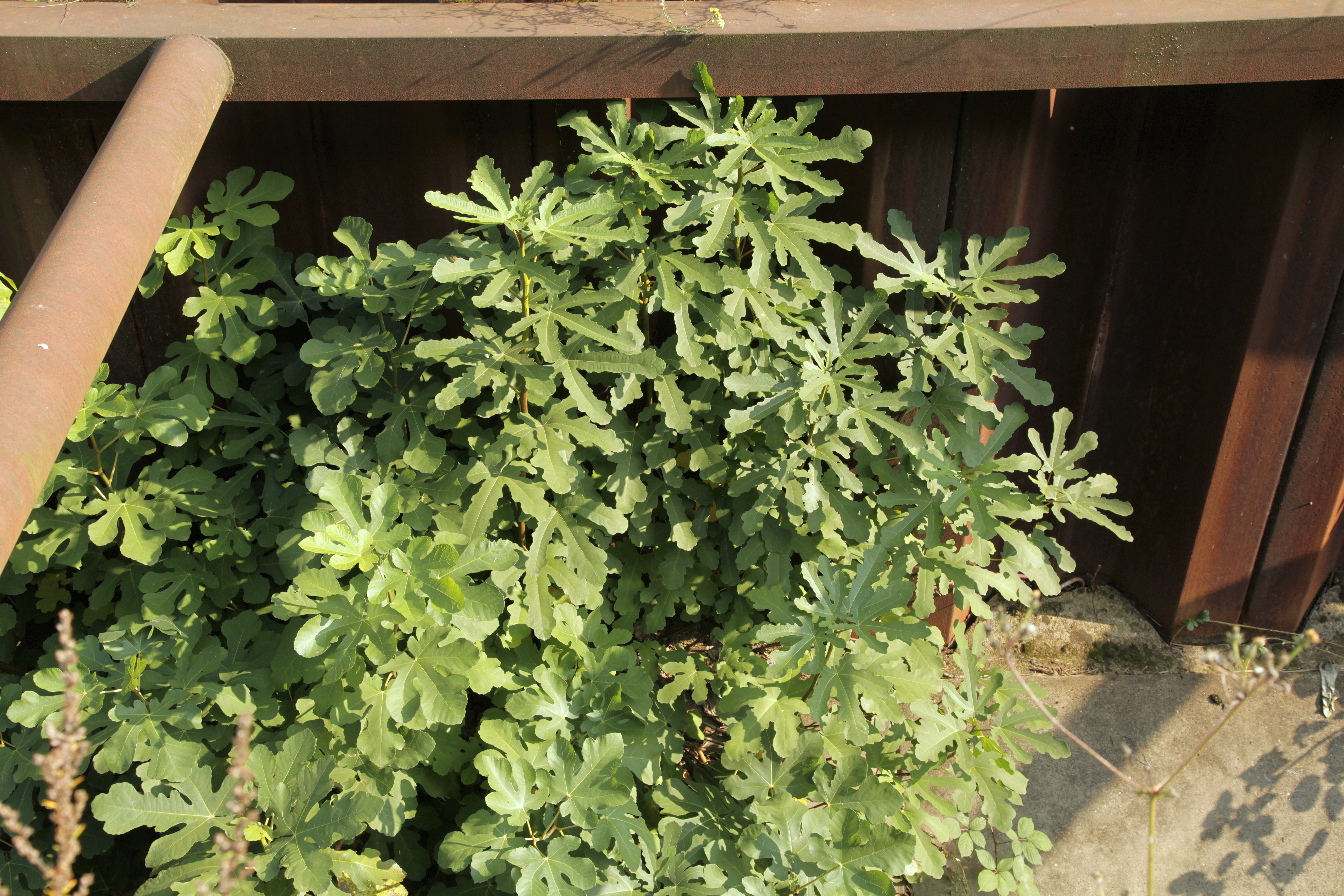
Verschiedene Feigensämlinge im Ruhrgebiet, Gelsenkirchen
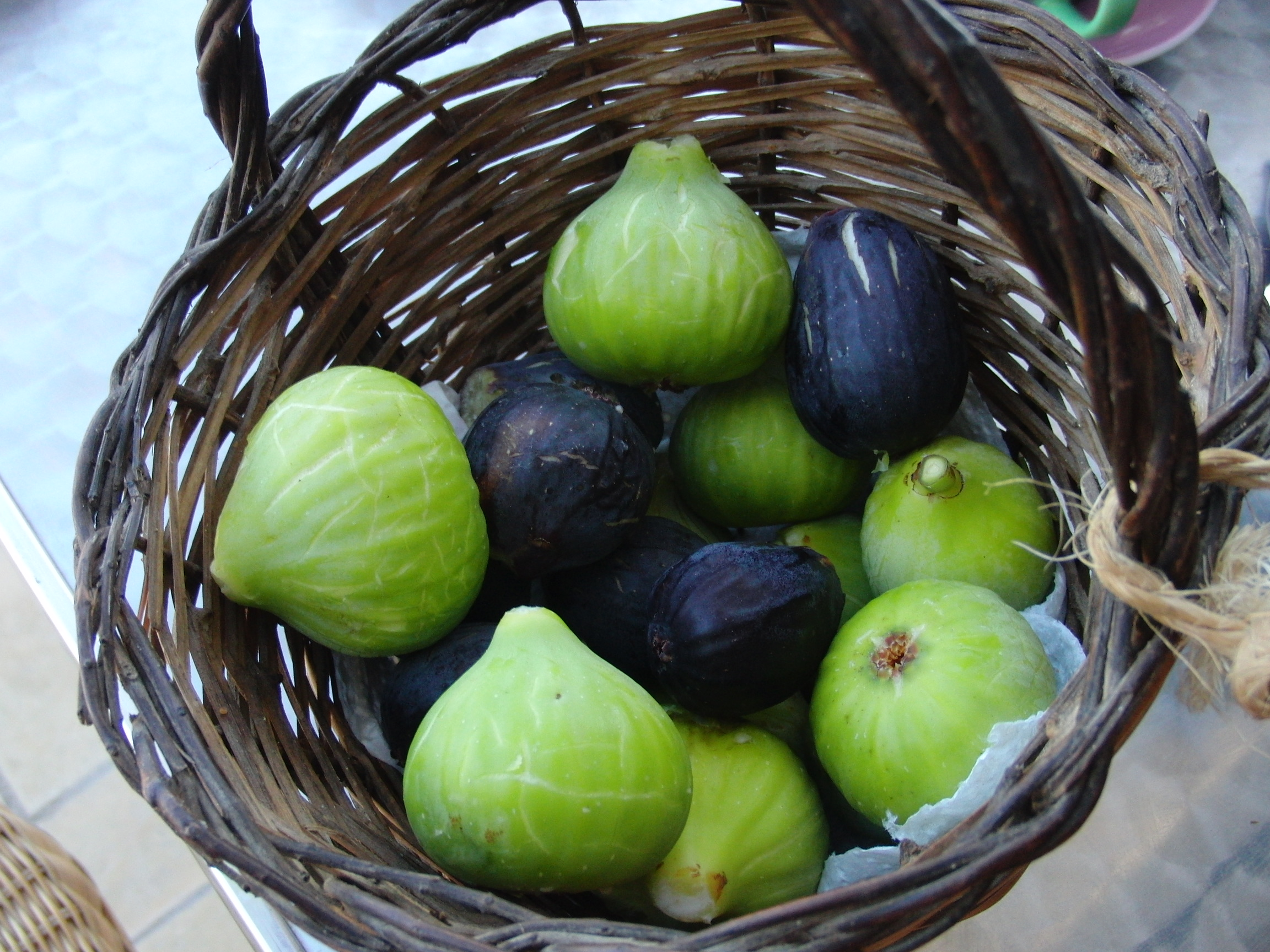
Reife blaue und weiße Feigen
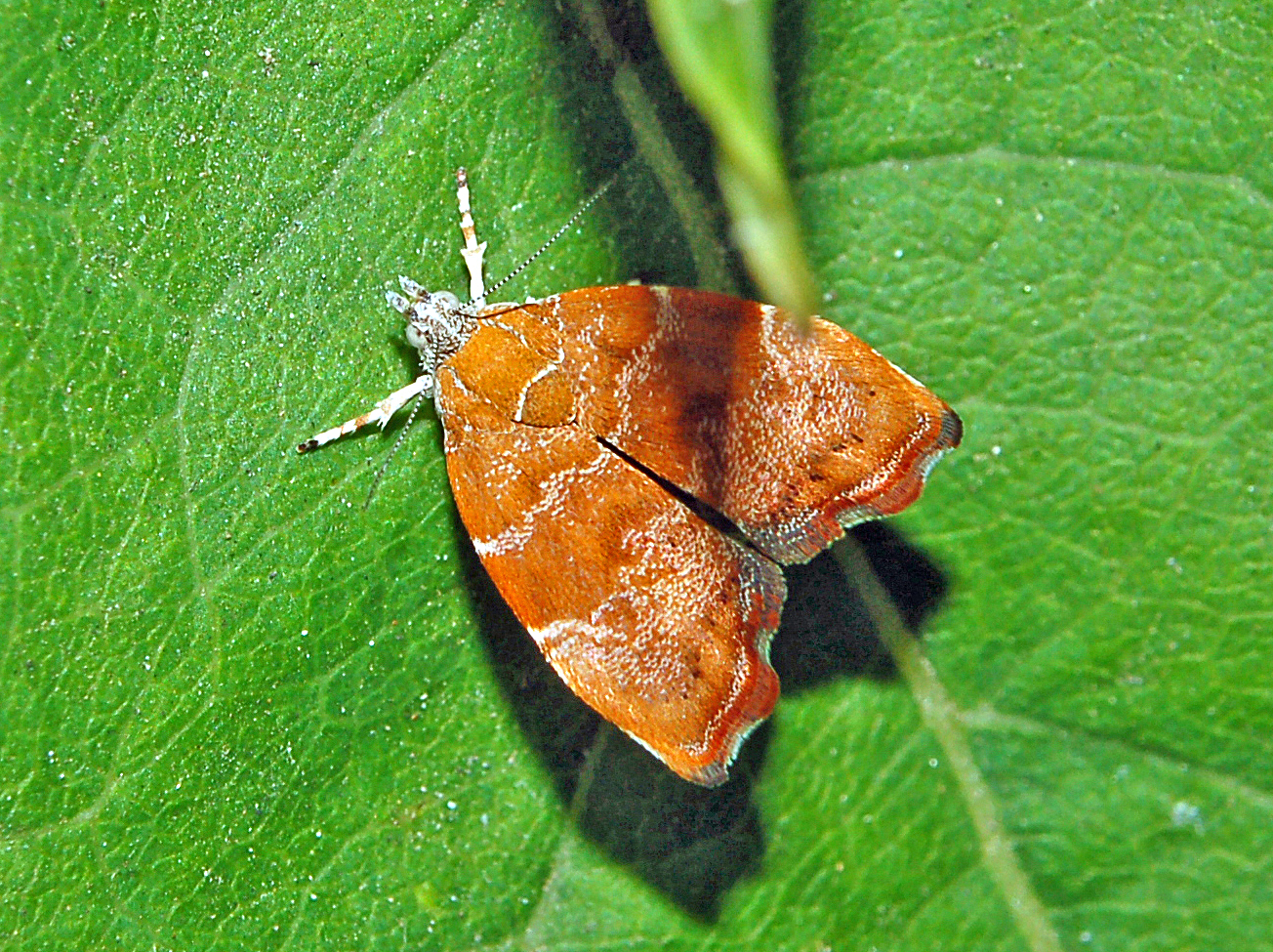
Imago des Feigen-Spreizflügelfalters
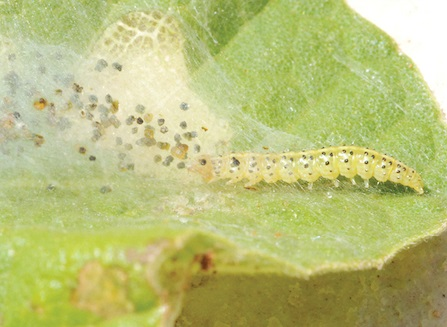
Gespinst des Feigen-Spreizflügelfalters

### Anbau
Der kommerzielle Anbau von Feigen konzentriert sich auf den Mittelmeerraum, findet jedoch auch im Iran, in den USA und in Brasilien statt. Die Ernte im Jahr 2018 betrug rund 1,1 Millionen Tonnen Frischfeigen. In weniger großem Stil werden Feigen auch in Südafrika, Australien, Neuseeland, Indien, China, Japan, Chile und Mexiko angebaut. Anbau im Wesentlichen zum Eigenverzehr findet jedoch auch in weiteren Mittel- und Südamerikanischen Ländern, in West-, Zentral- und Südostasien und in Westmitteleuropa statt.
Feigenanbau ist zwar auch in Deutschland im Freiland in geschützten Lagen in Weinbaugebieten möglich, der Anbau erfolgt jedoch nur durch Liebhaber, normalerweise in Hausgärten und nur ausnahmsweise kommerziell.
In Kultur wird die Echte Feige über Stecklinge aus ein- oder zweijährigen verholzten Trieben vermehrt. Diese Methode liefert rasch widerstandsfähige und ansehnliche Pflanzen. Es lassen sich jedoch auch weit ältere Ast- und Stammstücke erfolgreich bewurzeln. Gewebekultur wird auch zur Vermehrung eingesetzt, vor allem um seltene Klone zahlreich zu vermehren.
Die Bäume werden je nach Sorte, Boden und Niederschlag in Dichten von 80 bis 1200 Bäumen je Hektar gepflanzt. In niederschlagsarmen Gebieten sind die Pflanzungen nicht so dicht. Die Wuchshöhe der Bäume in Kultur wird zur Erleichterung der Bearbeitung meist deutlich unter der potentiell möglichen Größe gehalten. Ohne Pflegeschnitt kann die Echte Feige rund zehn Meter hoch werden, im typisch hochmediterranen Klimaten bleibt sie aber meist deutlich niedriger. In Mitteleuropa werden auch die am stärksten wüchsigen Feigenbäume kaum höher als sechs Meter.
Die Feigenkulturen benötigen nur geringe Düngung. Für die Qualität der Früchte ist ein hohes Stickstoffangebot eher ungünstig, vor allem kurz vor der Fruchtreife. Die Pflege ist recht einfach und beschränkt sich in der Regel auf einen Rückschnitt vor dem Frühjahrsaustrieb und das Entspitzen der Fruchttriebe. Letzteres führt zu einer früheren und einheitlicheren Fruchtreife.

## Wirtschaftliche Bedeutung
2022 wurden laut der Ernährungs- und Landwirtschaftsorganisation FAO weltweit 1.242.449 t Feigen geerntet.
Folgende Tabelle gibt eine Übersicht über die zehn größten Produzenten weltweit, die insgesamt 80,3 % der Erntemenge produzierten.
| Rang | Land             | Menge (in t) |
| ---- | ---------------- | ------------ |
| 1    | Türkei           | 350.000      |
| 2    | Ägypten          | 187.873      |
| 3    | Algerien         | 112.267      |
| 4    | Marokko          | 109.620      |
| 5    | Iran             | 67.861       |
| 6    | Spanien          | 43.500       |
| 7    | Syrien           | 39.653       |
| 8    | Usbekistan       | 29.844       |
| 9    | Afghanistan      | 29.437       |
| 10   | Saudi-Arabien    | 28.050       |
|      | Summe Top Ten    | 1.242.449    |
|      | restliche Länder | 244.344      |

### Ernte
Die Bäume können bereits im Pflanzjahr Früchte tragen. Vollertrag tritt meist nach fünf bis acht Jahren ein und hält rund 50 Jahre an. Auf guten Standorten beträgt der Jahresertrag 15 bis 20 Tonnen Frischfrucht pro Jahr und Hektar, was rund fünf bis sieben Tonnen Trockenfrüchte ergibt. Ein ausgewachsener Einzelbaum einer ertragreichen Sorte wie Brown Turkey kann im Jahr bis zu 100 Kilogramm frischer Feigen tragen.
Feigen für den Frischverzehr werden im kommerziellen Anbau vor der Vollreife geerntet, damit sie für den Transport noch fest genug sind. Da Feigen nach der Ernte jedoch nicht mehr nachreifen, ist ein Anbau möglichst nah am Endkonsumenten am besten, was dazu führt, dass Feigen für den Frischverzehr oft im Hausgarten der Endkonsumenten angebaut werden, da sie so geschmacklich am besten sind. Da frische Feigen wenig haltbar sind, werden sie vor allem in den Anbauländern verzehrt.
Feigen zum Trocknen werden vollreif geerntet, wenn der Wassergehalt der Früchte am Baum bereits um 30 bis 50 % gesunken ist. Sie werden von Hand geerntet, von den Bäumen geschlagen oder maschinell geerntet.

### Verarbeitung, Verwendung

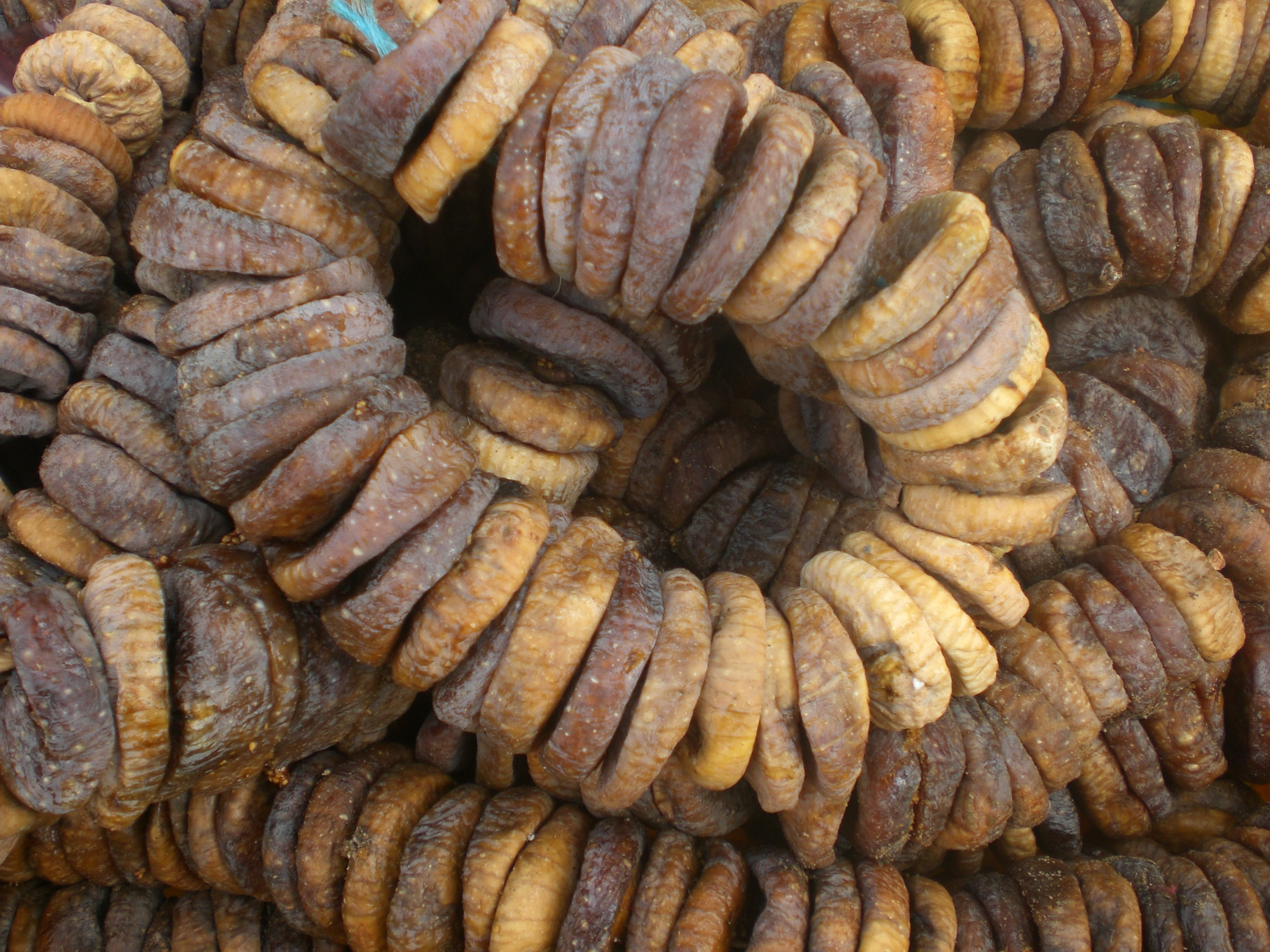
Getrocknete Feigen

Die meisten Feigen werden getrocknet. Dies geschieht an der Sonne oder in Heißluftöfen. Der Wassergehalt wird dabei auf 33 bis 18 % gesenkt, der Zuckeranteil steigt auf rund 60 %. Die im Handel erhältlichen Rollen entstehen, indem man die getrockneten Feigen unter Verwendung von heißem Wasserdampf presst. Hauptsächlich werden Feigen in frischem oder getrocknetem Zustand als Obst verwendet.
Aus dem Saft reifer Feigen wird auch ein Dessertwein hergestellt. In Spanien und Portugal gibt es „Feigenkäse“, der reife Feigen, Hasel-, Pinienkerne, Mandeln, Pistazien und Gewürze enthält. Geröstete Feigen werden zudem zu Feigenkaffee verarbeitet.
Im Handel werden die Feigen meist nicht unter den Sortennamen gehandelt, sondern nach der Herkunft benannt: Smyrna-Feigen (Türkei, besonders Mäander-Tal), Bari-Feigen (Provinz Puglia, Italien), Fraga-Feigen (Provinz Huelva, Spanien), Calamata-Feigen (Peloponnes, Griechenland), Bougie-Feigen (Algerien).
In der Volksmedizin wird die weiße Milch, die austritt, wenn man die Blätter von den Zweigen bricht, zur Linderung bei Insektenstichen und zur Beseitigung von Warzen angewendet. Das im Milchsaft enthaltene Enzym Ficain wird zur Bestimmung von Blutgruppen und als Fleischzartmacher verwendet.

### Holz
Im 13. und 15. Jahrhundert galt Feigenholz als hervorragend geeignet zur Herstellung von Holztafeln für die Malerei.

## Domestikation
Die Domestizierung der Feige setzte schon sehr früh ein und ist wahrscheinlich sogar älter als der Ackerbau. In einem etwa 11.400 Jahre alten Haus bei Jericho wurden Überreste von bereits nicht mehr der Wildform entsprechenden Feigen gefunden. Alle antiken Hochkulturen des mesopotamischen sowie des Mittelmeerraums kannten und nutzten die Feige. Beispielsweise bauten die Assyrer sie schon 3000 v. Chr. in ihren Gärten an. In Griechenland wurde sie 700 v. Chr. eingeführt und verbreitete sich von dort aus im gesamten übrigen Mittelmeerraum.

## Bedeutung, Literatur und Mythos

### Indien
Der Feigenbaum (aśvattha) ist einer der schönsten und höchsten Bäume, und viele Menschen in Indien verehren ihn deshalb täglich in einem ihrer morgendlichen Rituale.
In Kapitel 10 der Bhagavad Gita steht: „Der segenspendende Herr sprach: Ja, Ich werde dir von meinen herrlichen Manifestationen berichten… Ich bin das Selbst…, das in den Herzen aller Geschöpfe weilt. [… Vers 26:] Von allen Bäumen bin Ich der heilige Feigenbaum…“

### Griechenland
Im antiken Griechenland war die Feige mit aphrodisischen Eigenschaften besetzt. Sie war dem Gott Dionysos geheiligt. In Attika hatte er den Beinamen philosykos = der Feigenfreund, in Naxos nach der dortigen Bezeichnung für Feige meilichios. Bilder des Gottes wurden daher oft aus Feigenholz geschnitzt, auch die großen Phalli für die Dionysos-Prozessionen, über die sich schon Heraklit entrüstete. Der größte Phallus aller Zeiten soll der beim Ptolemaios-Fest in Alexandria 271 v. Chr. mit über 50 Metern Länge gewesen sein. Auch in Sparta gab es Kulte um den Feigen-Dionysos, da man glaubte, er habe den Menschen die Feige gebracht.
Die Athener waren einer Anekdote Plutarchs zufolge auf ihre Feigen so stolz, dass sie die Ausfuhr verboten. Leute, die Verstöße gegen dieses Verbot anzeigten, nannte man Sykophanten. Zur Zeit Plutarchs wurde der Begriff für Denunzianten allgemein verwendet.
Auch im Zusammenhang mit Selbstmord kommt der Feigenbaum vor. Cicero erwähnte, dass sich eine lebensmüde Frau an einem Feigenbaum erhängte, worauf der Nachbar den Witwer um Stecklinge bat. Über Timon von Athen ist überliefert: Eines Tages bestieg der bekannte Menschenfeind die Rednerbühne und verkündete, dass der Feigenbaum bei seinem Haus, an dem sich schon etliche Menschen erhängt hatten, gefällt werden müsse. Er bitte also alle Lebensmüden, sich mit ihrem Selbstmord zu beeilen.

### Rom
Bei den antiken Römern war der Feigenbaum überwiegend positiv besetzt. Aus dem Holz schnitzte man Figuren des Gottes Priapus, u. a. des Beschützers der Feigen. Wie auch in der Bibel und bei den Griechen hatte die Feige auch eine sexuelle Bedeutung. Isidor (XVII 7,17) leitet ficus ab von lateinisch fecundus = fruchtbar ab. Athenaios (594 D) verglich eine Hetäre mit einer Feige, sie bediene alle.
Besondere Bedeutung für Rom hatte die Ficus Ruminalis, die noch unter Augustus am Westfuß des Palatins gezeigt wurde. Unter diesem Baum sollen der Sage nach die in einer Wanne im Hochwasser führenden Tiber ausgesetzten Zwillinge Romulus und Remus angeschwemmt und von der Wölfin gefunden und gesäugt worden sein.
Auf dem Comitium am Forum Romanum gab es einen zweiten ruminalischen Feigenbaum, der das Schicksal Roms verkörperte. Er wurde jedes Mal von den Priestern neugepflanzt, wenn er abgestorben war.
Die Feige hatte zuweilen aber auch eine negative Bedeutung. So wurden „Ungeheuer“ auf Scheiterhaufen aus Feigenholz verbrannt.
Nach Plinius dem Älteren spielte die Feige auch einmal eine hochpolitische Rolle. Cato der Ältere propagierte den Krieg gegen das nach dem Zweiten Punischen Krieg wiedererstarkte Karthago. Um die gefährliche Nähe des Feindes zu demonstrieren, zog Cato während einer Rede eine taufrische Feige (ficus praecox) aus seiner Toga und erklärte, diese sei vorgestern in Afrika gepflückt worden. Gemäß Plinius überzeugte dies die Senatoren, und sie beschlossen den Dritten Punischen Krieg.
Der römische Koch Apicius soll seine Schweine mit syrischen Feigen gefüttert haben, um das Fleisch zur Vollendung zu bringen. In Rom waren Feigen bei allen Bevölkerungsschichten sehr beliebt. Plinius berichtet, in getrocknetem Zustand dienten sie den gleichen Zwecken wie Brot und vergleichbare Nahrungsmittel; nach Columella stellten Dörräpfel und -birnen, doch vor allem Dörrfeigen die wichtigsten Wintervorräte der Landbevölkerung dar.

### Bibel und Christentum

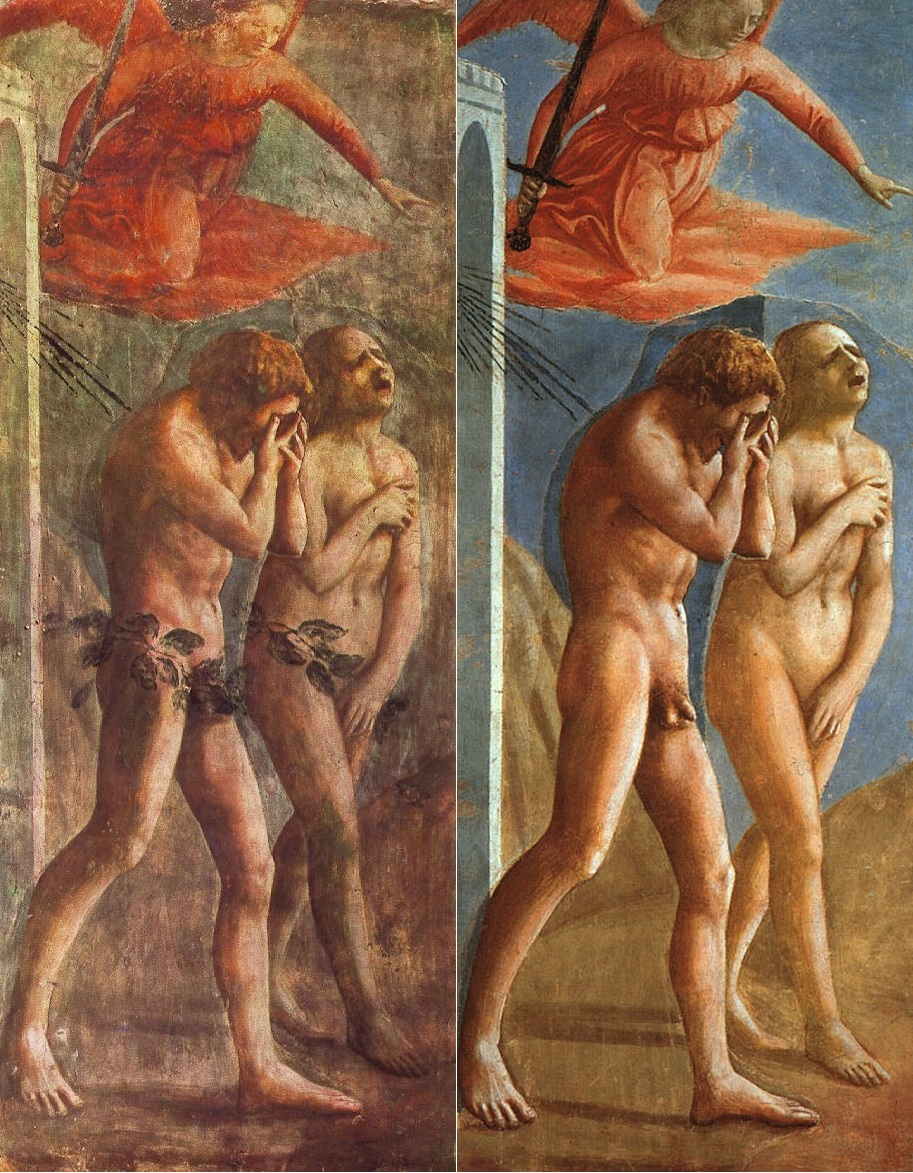
Vertreibung aus dem Paradies; Adam und Eva mit und ohne Feigenblatt (Fresko von T. Masaccio, 1426–1427)

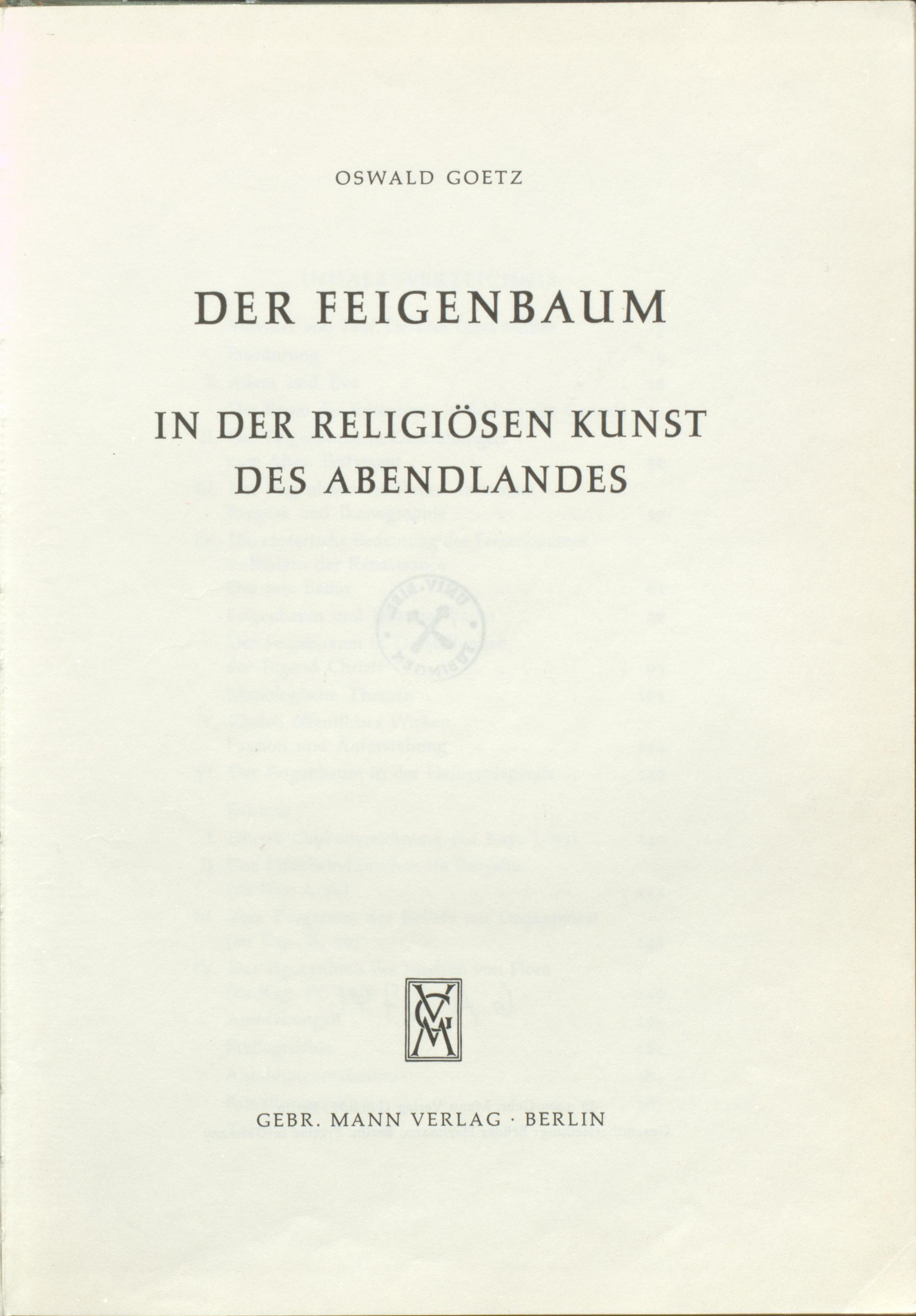
Oswald Goetz: Der Feigenbaum (1965)

Die Feige ist die erste namentlich erwähnte Pflanze in der Bibel und auch die einzige namentlich erwähnte des Garten Eden. Nachdem Adam und Eva vom Baum der Erkenntnis gegessen hatten, wurden sie sich ihrer Nacktheit bewusst: Sie hefteten Feigenblätter zusammen und machten sich einen Schurz (Genesis 3,7). Von daher stammt die Metapher des Feigenblatts für schamhafte Verhüllung. Die Feige ist auch der klassische Fruchtbaum der Bibel, wird sie doch 38-mal erwähnt gegenüber vier Erwähnungen des Apfels. Im Allgemeinen jedoch steht die Feige im Alten Testament für Frieden und Wohlstand.
Neben Holunder und Flieder, bei denen dies technisch schwer möglich ist, wird in der nachbiblischen Überlieferung seit dem 4. Jahrhundert besonders auch der Feigenbaum als der Baum genannt, an dem Judas sich erhängt hat. Der Pilger von Piacenza nannte im Jahr 560 als Standort des Selbstmordbaums rechts vor dem Osttor Jerusalems, zu anderen Zeiten wurden andere Orte genannt.
Augustinus sprach die sinnliche Bedeutung der Feige aus: ficus foliis significantur pruritus libidinis – „Feigenblätter bedeuten das Jucken der Sinnlichkeit“.

### Islam
Auch der Koran nimmt auf die Feige Bezug, beispielsweise in der 95. Sure namens at-Tīn (التين / ‚der Feigenbaum‘).

### Mittelalter und Neuzeit
In Südeuropa weit verbreitet ist die Geste jemandem die Feige zeigen, bei der man den Daumen zwischen Zeige- und Mittelfinger schiebt. Die Geste wird auf Kaiser Friedrich Barbarossa zurückgeführt. Die Mailänder hatten seine Gattin Beatrix gedemütigt, indem sie sie mit dem Gesicht nach hinten auf einer Eselin durch die Stadt führten. Nach der Rückeroberung Mailands begnadigte Friedrich nur jene Leute, die mit ihren Zähnen eine Feige aus dem After einer Eselin holen und wieder zurückstecken konnten. Die Geste dient nicht nur der Zurückweisung einer Zumutung, sondern auch der Abwehr aller möglichen Übel wie des Behexens, Verschreiens und des bösen Blicks.
Die Gleichsetzung der Feige mit der Vulva führte in manchen Sprachen so weit, dass das ursprüngliche Wort für Feige durch ein anderes ersetzt wurde. So wird die Feige in der Türkei häufig mit yemiş „Obst, Obstbaum, Früchte“ bezeichnet.
Bei den alten Griechen wurde die Feige auch dem Hoden gleichgesetzt, so auch bei den Berbern, bei denen im Gespräch für die Frucht meist das Wort ingir „Herbst“ verwendet wird.

## Trivialnamen
Für die Echte Feige (im Lateinischen ficus) bestehen bzw. bestanden auch die weiteren deutschsprachigen Trivialnamen: Feige, Feigenbaum, Feygen (mittelhochdeutsch; auch fygen), Fichboum (althochdeutsch), Ficheffele (Plural, ahd.), Figa (bezogen auf die Frucht, ahd.), Fîg (niederdeutsch), Fig (ndt.), Figenbaum (mhd.), Figenbaym (mhd.), Figenbôm (mhd.), Figenboum (mhd.), Figenpawm (mhd.), Fygen, Smakka, Smakkabagms (gotisch), Veigenpoum, Veyg (mhd.), Vichboum (mhd.), Vick (mhd.), Vyck (mhd.), Vig (mittelniederdeutsch [gml]), Vige (gml), Vigbom (gml), Vigenbom (gml), Vigboum (mhd.), Vighen, Vyghen, Wighen und Wyk (mhd.).

## Geschichte

### Historische Abbildungen

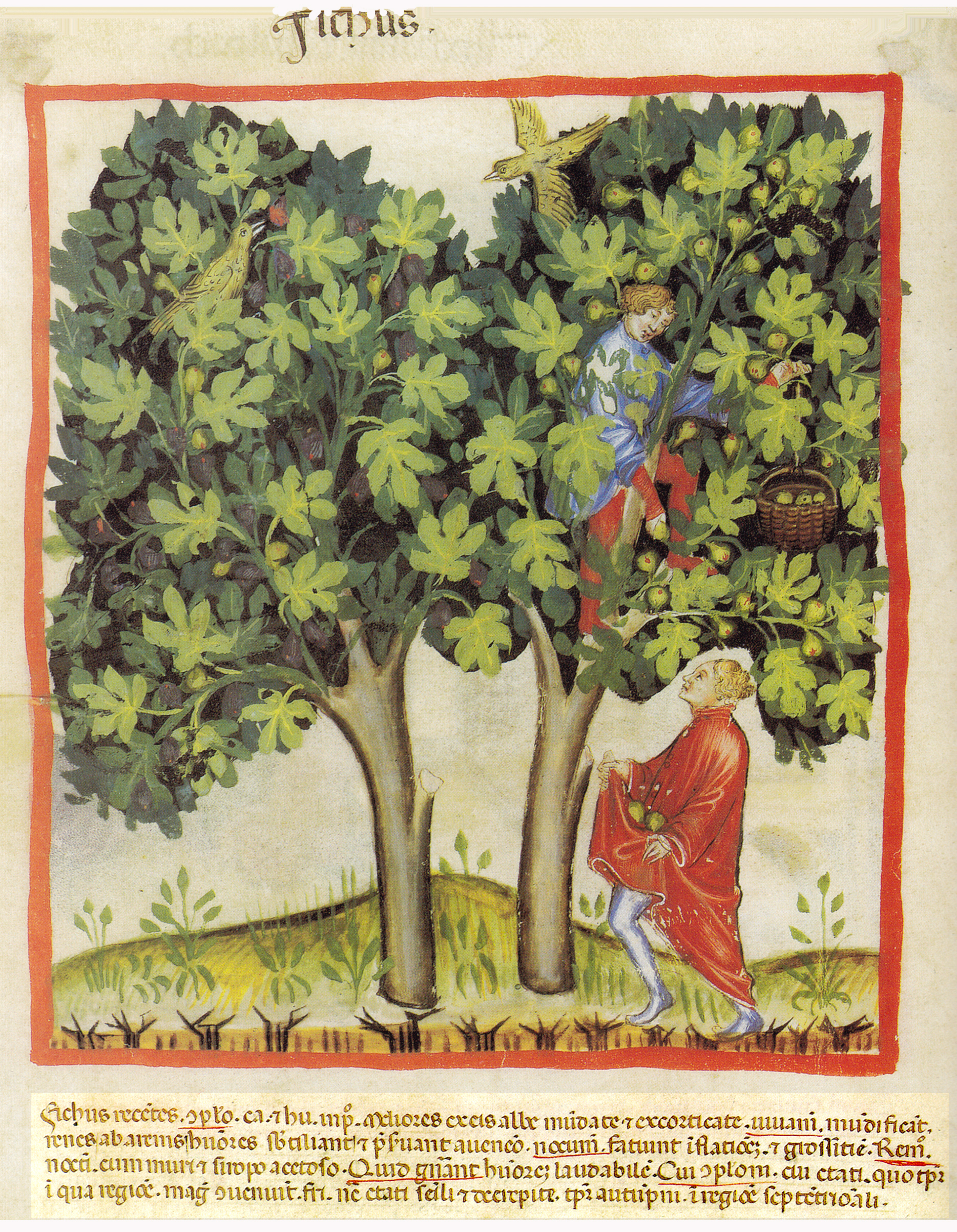
Tacuinum sanitatis Manuskript 14. Jh.
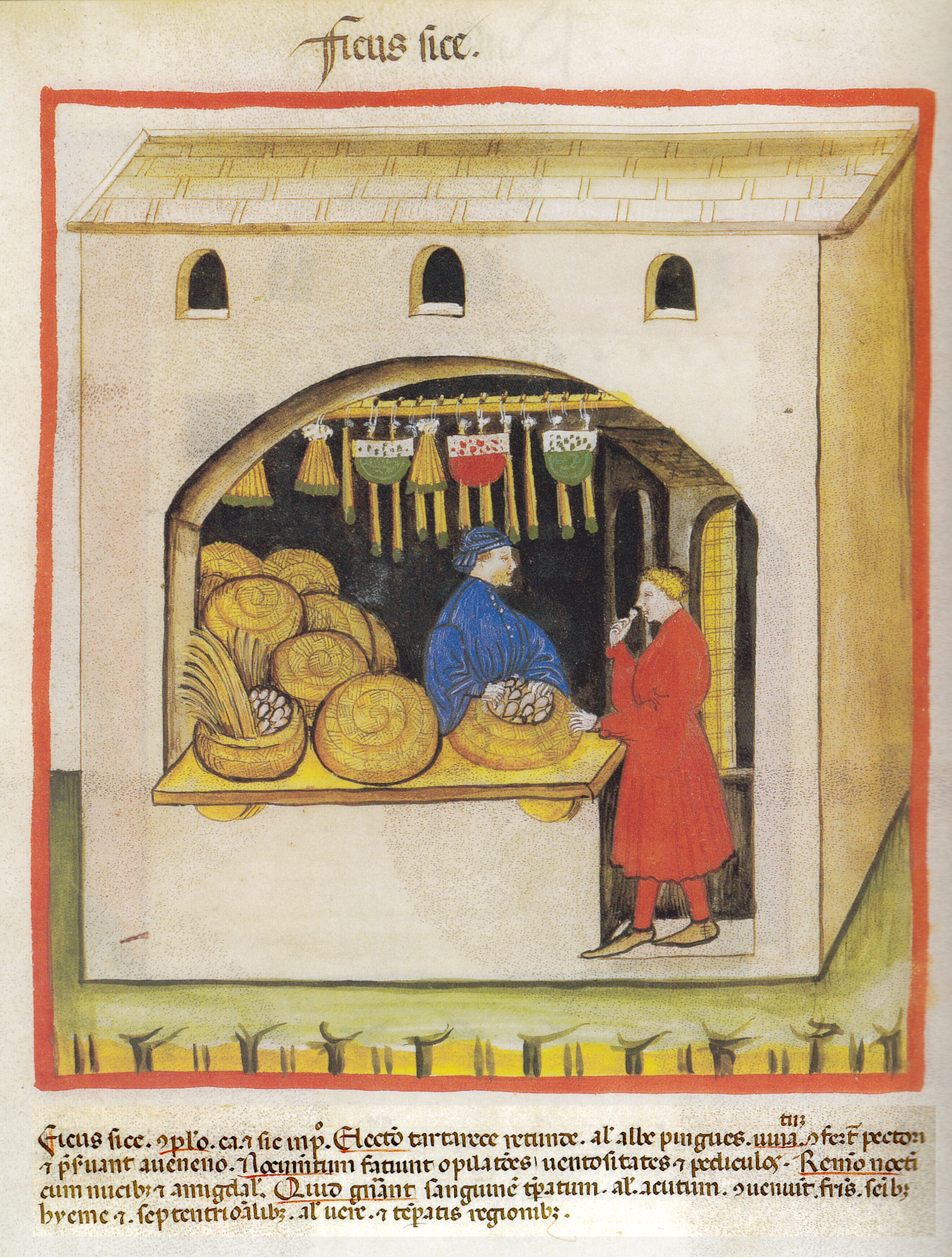
Tacuinum sanitatis Manuskript 14. Jh.
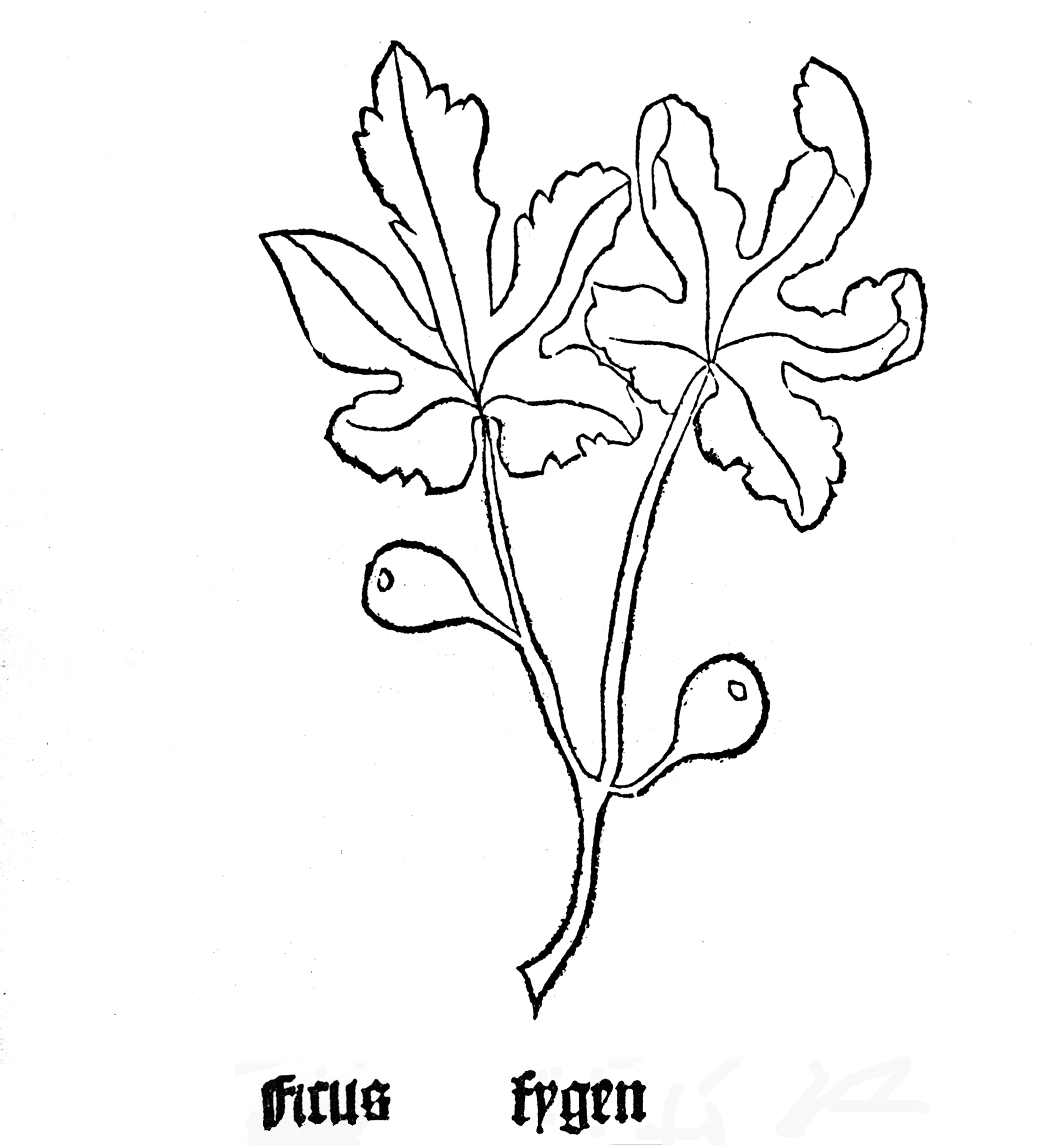
Gart der Gesundheit 1485
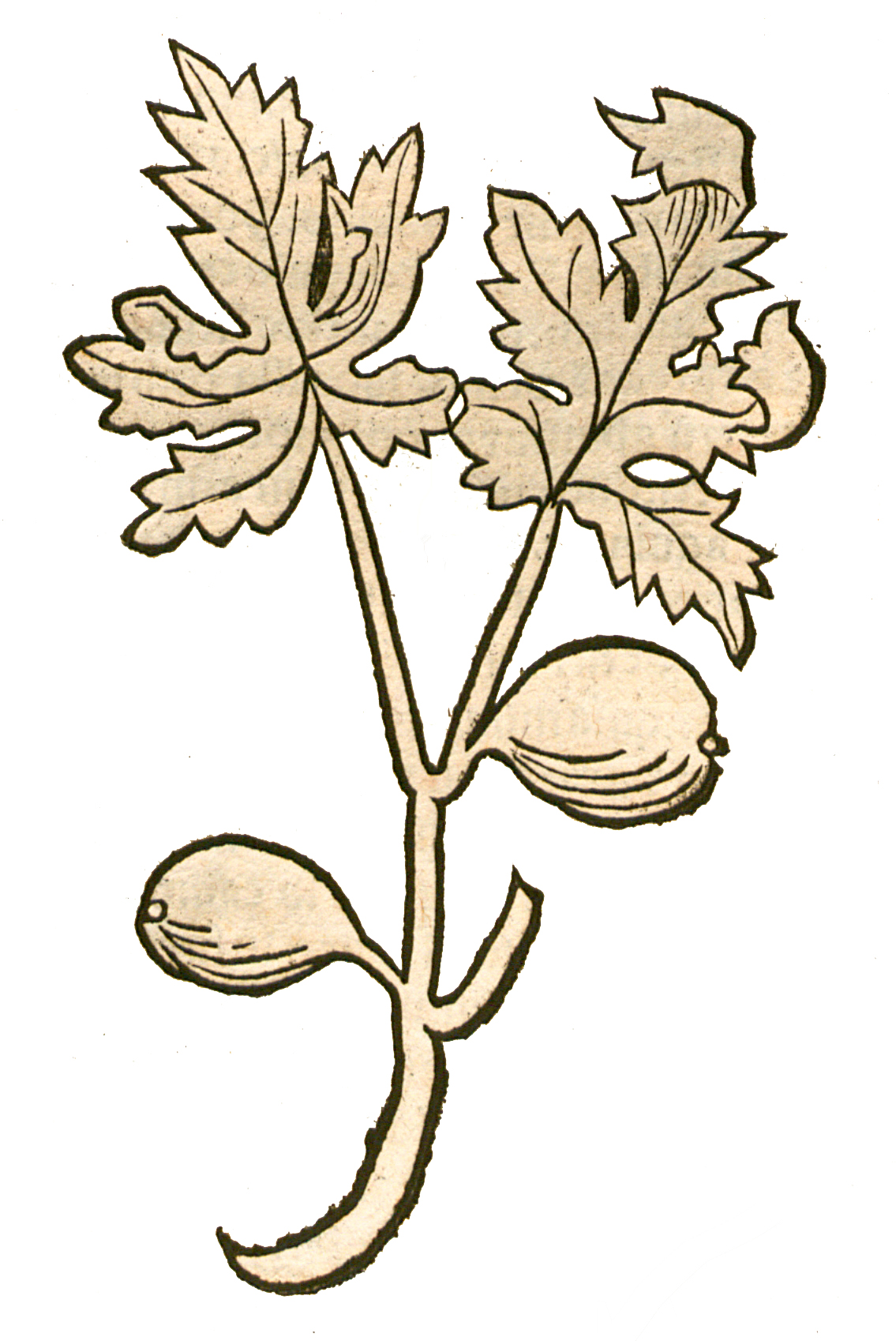
Hortus sanitatis 1491
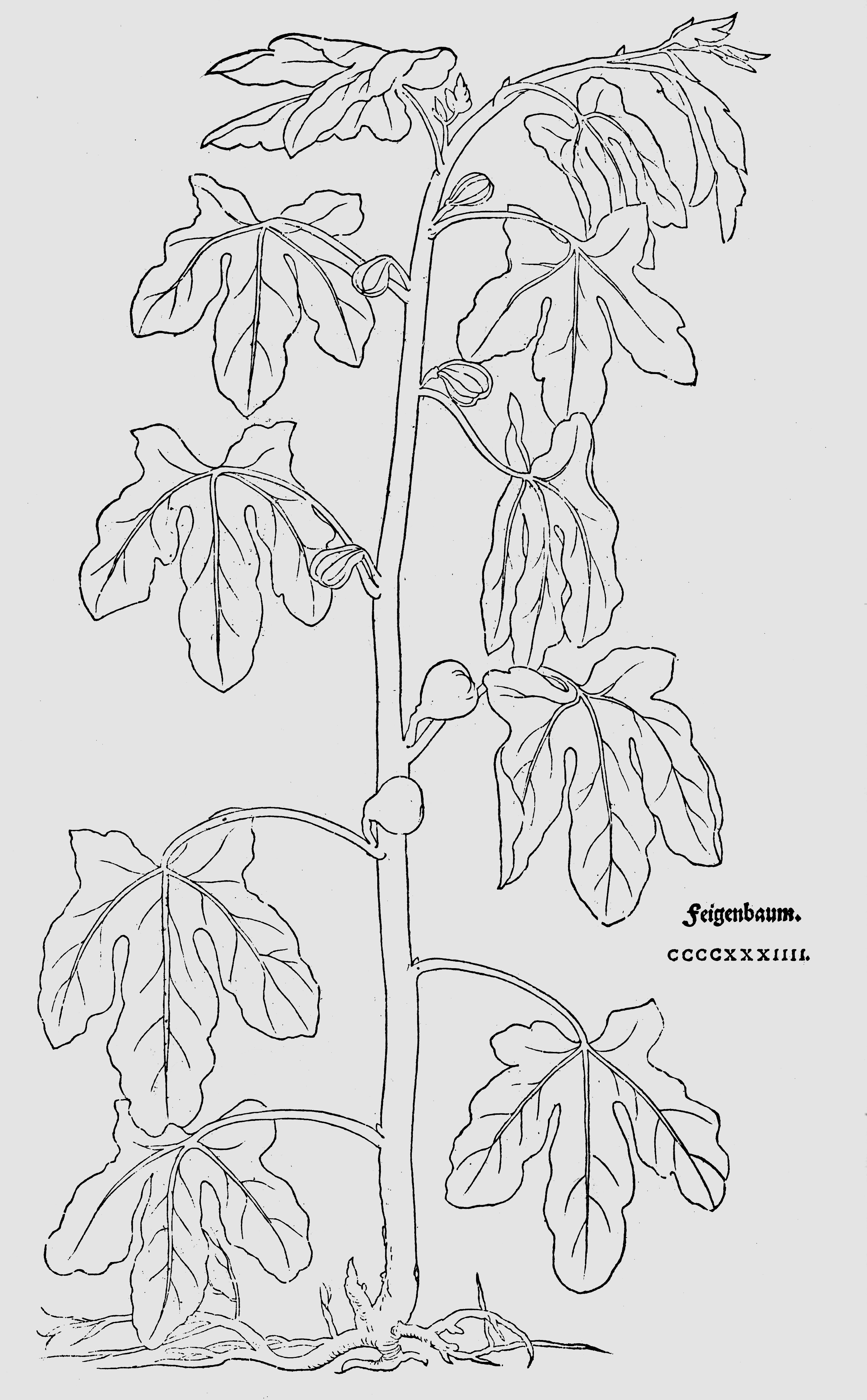
Leonhart Fuchs 1543
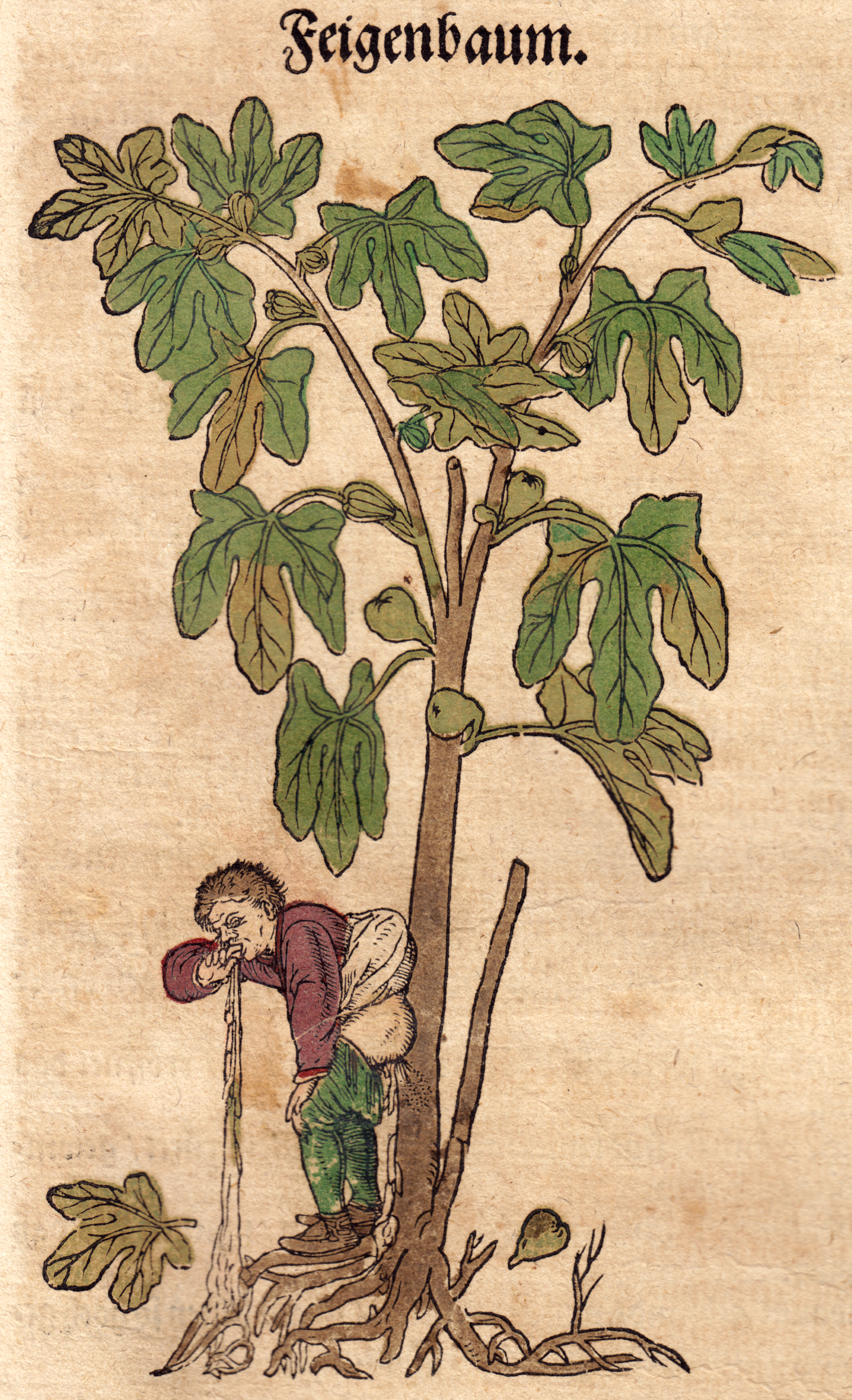
Hieronymus Bock 1546
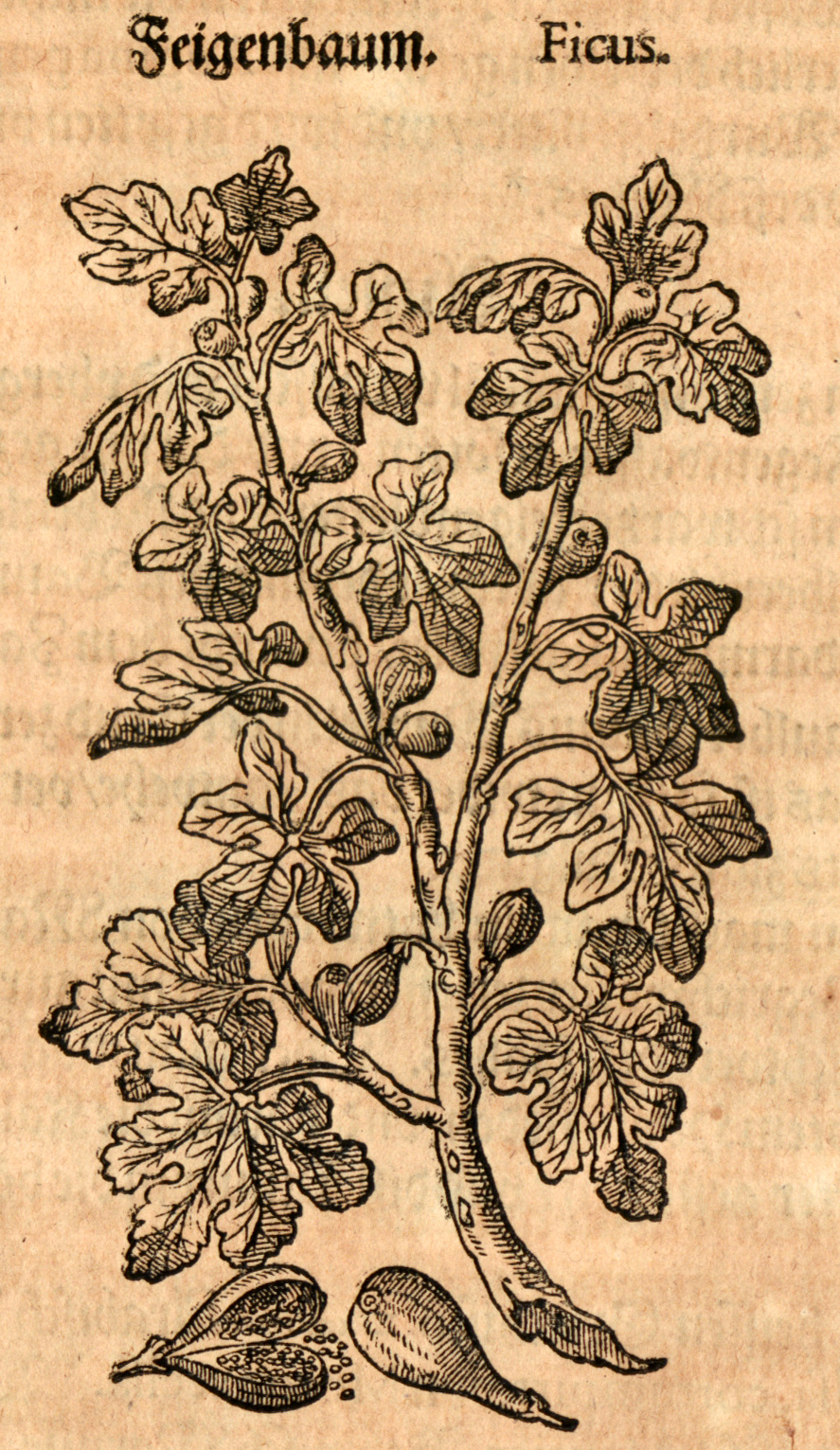
Mattioli / Handsch / Camerarius 1586
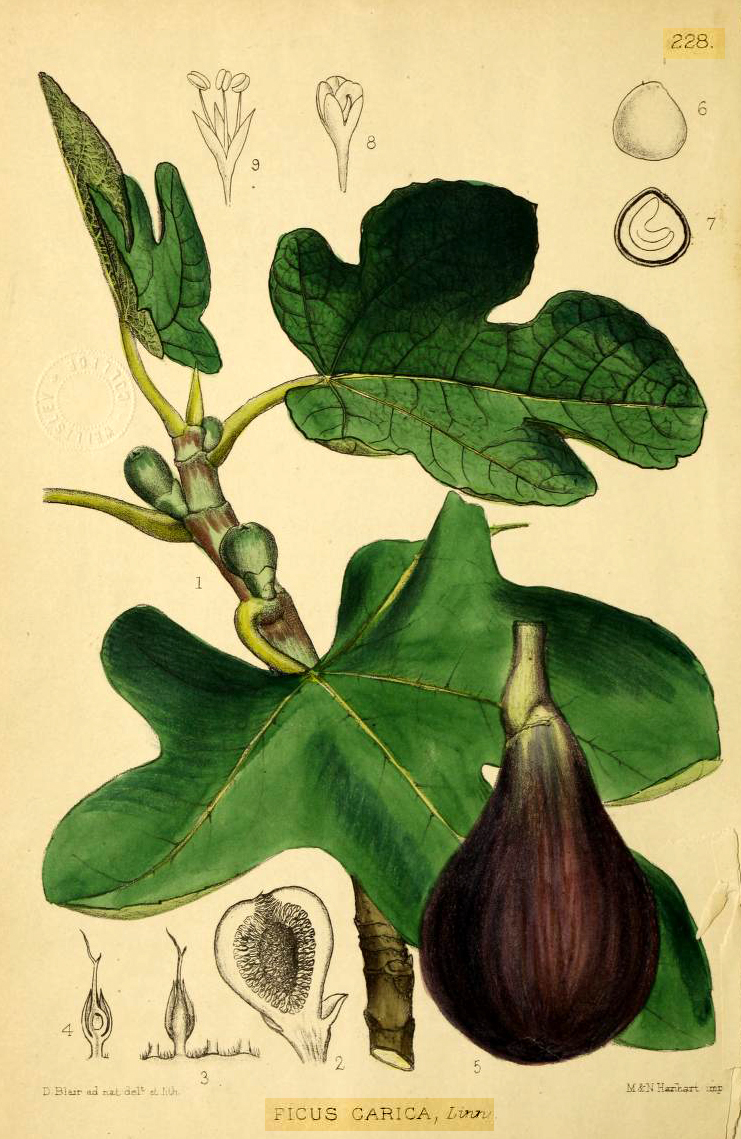
Bentley / Trimen 1880